# 多治見市
多治見市（たじみし）は、岐阜県の東濃地方にある市。人口は岐阜県で岐阜市、大垣市、各務原市についで4番目であり、東濃地方の中核都市、名古屋市のベットタウン、美濃焼の集散地として知られる。

## 地理

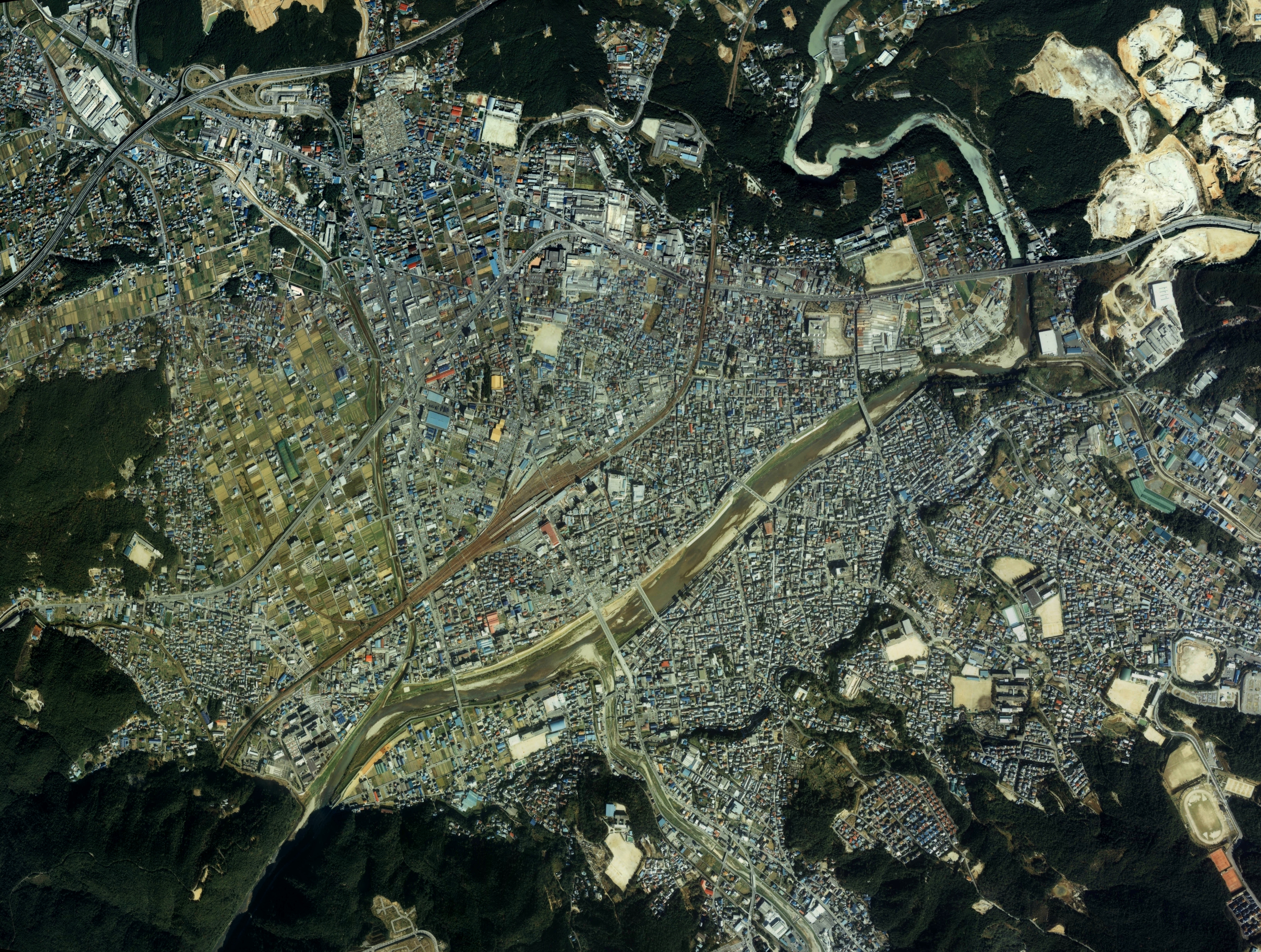
多治見市中心部周辺の空中写真。1987年撮影の9枚を合成作成。。

7世紀始め頃から続く美濃焼の産地として知られており、市内には由緒ある窯元や陶磁器に関する美術館、資料館、ギャラリー、陶芸学校などが点在している他、機械化された工場も存在し、量産品の美濃焼が作られている。20世紀後半からは工業用セラミックデバイスの研究・生産拠点となっており、ファインセラミックスも作られている。名古屋市の中心部まで鉄道で約30分という利便性から、1980年代から1990年代前半にかけて市内各地で新興団地や分譲マンションなど住宅開発が行われたため、名古屋のベッドタウンとしても知られ、名古屋市愛岐処分場を擁するなど、岐阜県の主要都市ながら、名古屋市との結びつきが強い。名古屋市への通勤率は11.5％（令和2年国勢調査）。
2007年8月16日14時20分（JST）には日本国内の最高気温記録（当時）となる40.9℃を日本で最初に観測している。なお、埼玉県熊谷市でも同日14時42分に最高気温40.9℃を記録している。また2006年には37℃以上を記録した日数が日本で最多ということもあり、「日本一暑い町」としてPR活動を行っている。
多治見市の市の木であるシデコブシは東海三県のみに自生し、岐阜県のレッドリストで危急種の指定を受けている。

### 山

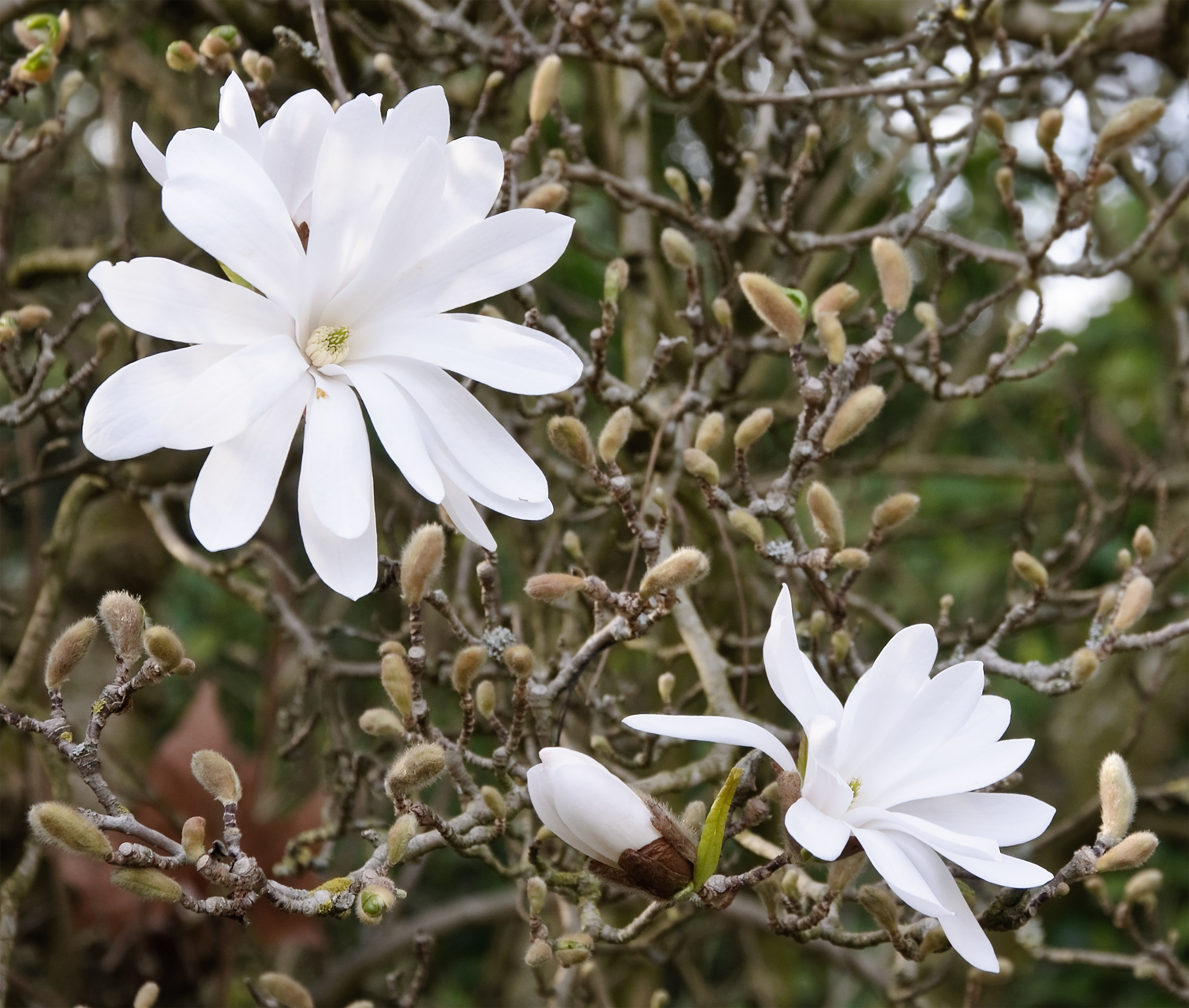
多治見市の市の木であるシデコブシ

- 高根山 - 標高556.3 mの多治見市の最高峰[2][3]。
- 笠原富士（471.8 m） - 第2高峰、瀬戸市との境界にあり、潮見公園内にある。
- 方月山（456.5 m） - 第3高峰
- 弥勒山（436.6m） - 第4高峰、春日井市との境界にあり、東海自然歩道上にある。
- 道樹山（429 m）
- 高社山（416.6 m）
- 浅間山（372 m） - 市指定天然記念物のサクライソウ科のサクライソウの自生地。
- 高根山（225.6 m）

### 河川
- 木曽川水系
  - 姫川
- 庄内川水系
  - 土岐川
    - 笠原川
    - 大原川
    - 辛沢川
    - 市之倉川

  - 五条川

### 地名
多治見市の地名を参照。

### 気候
盆地に位置するため、夏・冬で気温差が激しい。特に8月の最高気温の平年値34.1°Cは日本国内の観測地点の中で最も高く、過去には最高気温の日本記録を保持した事がある。（詳細は後述）
ただし盆地であるため、1日の気温差が大きく、熱帯夜となる日は少ない。
一方、冬場においては冷たく強い北風が吹くとともに、朝は氷点下まで冷え込む日が多い。
2007年8月16日には、最高気温40.9°Cを観測した（同日、埼玉県熊谷市でも最高気温40.9°Cを観測）。これは、1933年7月25日に山形県山形市で観測した40.8°Cを74年ぶりに上回り、2013年8月12日午後1時42分に高知県四万十市江川崎で41.0°Cを観測するまでの6年間、国内の観測史上最高気温であった。
また、翌8月17日にも前日記録した40.9°Cに0.1°Cと迫る40.8°Cを記録した。原因については未だ究明されておらず、筑波大学計算科学研究センター講師である日下博幸の研究チームが2010年夏より多治見市の協力を得て調査中である。日下は、多治見市が山に囲まれた盆地であること、狭い範囲に住宅が密集していること、北からのフェーン現象による熱風、冷たい海風が入りにくいこと、緑地や水辺が少ないことという複合的な要因が交差して起こったものと仮説を立てている。
2018年には、7月18日（40.7°C）、7月23日（40.7°C）、8月2日（40.2°C）、8月6日（40.4°C）の計4日、最高気温40°C以上を観測した。最高気温40°C以上の通算観測日数8日は、日本国内の観測地点では最も多い。「日本一暑い町」としての観光誘致のために、漫画家のやなせたかしによってキャラクター「うながっぱ」が作られた。
- 最高気温 - 40.9°C（2007年（平成19年）8月16日）
- 最低気温 - -9.3°C（1996年（平成8年）2月3日、1982年（昭和57年）1月30日）
- 最大日降水量 - 383.5mm（2011年（平成23年）9月20日）
- 最大瞬間風速 - 24.5m/s（2018年（平成30年）9月4日）
- 夏日最多日数 - 168日（2024年（令和6年））
- 真夏日最多日数 - 101日（2023年（令和5年））
- 猛暑日最多日数 - 51日（2024年（令和6年））
- 熱帯夜最多日数 - 20日（2024年（令和6年））
- 冬日最多日数 - 106日（1981年（昭和56年））
- 真冬日最多日数 - 1日（1996年（平成8年）、1988年（昭和63年）、1981年（昭和56年））

| 多治見市（多治見地域気象観測所）の気候                  | 多治見市（多治見地域気象観測所）の気候 | 多治見市（多治見地域気象観測所）の気候 | 多治見市（多治見地域気象観測所）の気候 | 多治見市（多治見地域気象観測所）の気候 | 多治見市（多治見地域気象観測所）の気候 | 多治見市（多治見地域気象観測所）の気候 | 多治見市（多治見地域気象観測所）の気候 | 多治見市（多治見地域気象観測所）の気候 | 多治見市（多治見地域気象観測所）の気候 | 多治見市（多治見地域気象観測所）の気候 | 多治見市（多治見地域気象観測所）の気候 | 多治見市（多治見地域気象観測所）の気候 | 多治見市（多治見地域気象観測所）の気候 |
| 月                                                      | 1月                                    | 2月                                    | 3月                                    | 4月                                    | 5月                                    | 6月                                    | 7月                                    | 8月                                    | 9月                                    | 10月                                   | 11月                                   | 12月                                   | 年                                     |
| ------------------------------------------------------- | -------------------------------------- | -------------------------------------- | -------------------------------------- | -------------------------------------- | -------------------------------------- | -------------------------------------- | -------------------------------------- | -------------------------------------- | -------------------------------------- | -------------------------------------- | -------------------------------------- | -------------------------------------- | -------------------------------------- |
| 最高気温記録 °C （°F）                                  | 18.2 (64.8)                            | 22.2 (72)                              | 25.4 (77.7)                            | 31.0 (87.8)                            | 34.9 (94.8)                            | 39.4 (102.9)                           | 40.7 (105.3)                           | 40.9 (105.6)                           | 38.5 (101.3)                           | 33.1 (91.6)                            | 26.2 (79.2)                            | 22.1 (71.8)                            | 40.9 (105.6)                           |
| 平均最高気温 °C （°F）                                  | 9.5 (49.1)                             | 10.9 (51.6)                            | 15.0 (59)                              | 20.7 (69.3)                            | 25.5 (77.9)                            | 28.5 (83.3)                            | 32.3 (90.1)                            | 34.1 (93.4)                            | 29.8 (85.6)                            | 23.9 (75)                              | 17.8 (64)                              | 11.9 (53.4)                            | 21.7 (71.1)                            |
| 日平均気温 °C （°F）                                    | 3.2 (37.8)                             | 4.2 (39.6)                             | 8.1 (46.6)                             | 13.7 (56.7)                            | 18.6 (65.5)                            | 22.5 (72.5)                            | 26.4 (79.5)                            | 27.7 (81.9)                            | 23.8 (74.8)                            | 17.5 (63.5)                            | 11.1 (52)                              | 5.6 (42.1)                             | 15.2 (59.4)                            |
| 平均最低気温 °C （°F）                                  | −1.9 (28.6)                            | −1.5 (29.3)                            | 1.8 (35.2)                             | 7.0 (44.6)                             | 12.3 (54.1)                            | 17.6 (63.7)                            | 22.0 (71.6)                            | 22.9 (73.2)                            | 19.1 (66.4)                            | 12.4 (54.3)                            | 5.7 (42.3)                             | 0.4 (32.7)                             | 9.8 (49.6)                             |
| 最低気温記録 °C （°F）                                  | −9.3 (15.3)                            | −9.3 (15.3)                            | −6.7 (19.9)                            | −2.5 (27.5)                            | 1.0 (33.8)                             | 7.4 (45.3)                             | 14.2 (57.6)                            | 15.0 (59)                              | 6.9 (44.4)                             | 0.9 (33.6)                             | −2.7 (27.1)                            | −7.5 (18.5)                            | −9.3 (15.3)                            |
| 降水量 mm （inch）                                      | 57.1 (2.248)                           | 69.7 (2.744)                           | 121.2 (4.772)                          | 132.5 (5.217)                          | 157.5 (6.201)                          | 187.5 (7.382)                          | 239.7 (9.437)                          | 149.6 (5.89)                           | 233.7 (9.201)                          | 155.1 (6.106)                          | 83.9 (3.303)                           | 60.6 (2.386)                           | 1,644.3 (64.736)                       |
| 平均降水日数 （≥1.0 mm）                                | 6.9                                    | 7.4                                    | 9.7                                    | 10.3                                   | 10.6                                   | 12.2                                   | 13.1                                   | 10.3                                   | 11.5                                   | 9.8                                    | 7.1                                    | 7.8                                    | 116.9                                  |
| 平均月間日照時間                                        | 164.8                                  | 167.3                                  | 198.1                                  | 202.5                                  | 206.0                                  | 147.4                                  | 170.8                                  | 209.4                                  | 163.9                                  | 166.5                                  | 158.2                                  | 158.2                                  | 2,113.9                                |
| 出典：気象庁 (平均値：1991年-2020年、極値：1978年-現在) |                                        |                                        |                                        |                                        |                                        |                                        |                                        |                                        |                                        |                                        |                                        |                                        |                                        |

### 人口
| |                                          |  |
| 多治見市と全国の年齢別人口分布（2005年） | 多治見市の年齢・男女別人口分布（2005年） |  |
| ■紫色 ― 多治見市 ■緑色 ― 日本全国 | ■青色 ― 男性 ■赤色 ― 女性                |  |
| 多治見市（に相当する地域）の人口の推移 \| 1970年（昭和45年） \| 76,846人 \| \| \| 1975年（昭和50年） \| 82,174人 \| \| \| 1980年（昭和55年） \| 87,812人 \| \| \| 1985年（昭和60年） \| 97,867人 \| \| \| 1990年（平成2年） \| 106,213人 \| \| \| 1995年（平成7年） \| 113,079人 \| \| \| 2000年（平成12年） \| 115,740人 \| \| \| 2005年（平成17年） \| 114,876人 \| \| \| 2010年（平成22年） \| 112,595人 \| \| \| 2015年（平成27年） \| 110,441人 \| \| \| 2020年（令和2年） \| 106,732人 \| \| |                                          |  |
| 総務省統計局 国勢調査より |                                          |  |
| 1970年（昭和45年） | 76,846人                                 |  |
| 1975年（昭和50年） | 82,174人                                 |  |
| 1980年（昭和55年） | 87,812人                                 |  |
| 1985年（昭和60年） | 97,867人                                 |  |
| 1990年（平成2年） | 106,213人                                |  |
| 1995年（平成7年） | 113,079人                                |  |
| 2000年（平成12年） | 115,740人                                |  |
| 2005年（平成17年） | 114,876人                                |  |
| 2010年（平成22年） | 112,595人                                |  |
| 2015年（平成27年） | 110,441人                                |  |
| 2020年（令和2年） | 106,732人                                |  |

### 隣接する自治体
岐阜県
- 土岐市
- 可児市

愛知県
- 瀬戸市
- 春日井市
- 犬山市

## 歴史

### 明治元年
- 土岐郡 多治見村、市之倉村、笠原村
- 可児郡 長瀬村、小名田村、中之郷村、池田町屋村、廿原村、三之倉村、南小木村、大原村、根本村、野中村、北村、北小木村、大針村、大藪村、下切村（現・多治見市、可児市）

### 明治8年6月
- 可児郡 田中村 ← 中之郷村、池田町屋村
- 可児郡 諏訪村 ← 三之倉村、南小木村

### 郡区町村編制法の施行
明治12年（1879年）2月18日 - 岐阜県で郡区町村編制法の施行に伴い、下記の村が発足。
- 土岐郡 多治見村、市之倉村、笠原村
- 可児郡 長瀬村、小名田村、田中村、廿原村、諏訪村、大原村、根本村、野中村、北村、北小木村、大針村、大藪村、下切村（現・多治見市、可児市）

### 明治17年（1884年）
- 土岐郡 市之倉村が多治見村に編入

### 明治18年（1885年）
- 土岐郡 田中村が中之郷村と池田町屋村に分離

### 町村制の施行
- 明治22年（1889年）7月1日 - 町村制施行に伴い下記の町村が発足
- 土岐郡多治見町
- 土岐郡笠原村
- 可児郡豊岡村 ← 長瀬村、小名田村、中之郷村
- 可児郡池田村 ← 池田町屋村、廿原村、諏訪村
- 可児郡小泉村 ← 大原村、根本村、野中村、北村
- 可児郡姫治村 ← 北小木村、大針村、大藪村（現・多治見市）、下切村（現・多治見市、可児市）、谷迫間村、今村（現・可児市）

### 以降の変革
- 明治29年（1896年）2月14日 - 土岐郡 多治見町が市之倉地区を土岐郡 市之倉村として分離。
- 明治34年（1901年）6月10日 - 可児郡 豊岡村が町制を施行して可児郡 豊岡町が発足。
- 大正12年（1923年）10月10日 - 土岐郡 笠原村が町制を施行して 土岐郡 笠原町が発足。
- 昭和9年（1934年）8月1日 - 多治見町が可児郡 豊岡町の全部、土岐郡 泉町の一部を編入。
- 昭和15年（1940年）8月1日 - 多治見町が市制施行して多治見市が発足。面積35.14km2、人口26,820人。
- 昭和19年（1944年）2月11日 - 可児郡 小泉村・池田村を編入。
- 昭和26年（1951年）3月5日 - 土岐郡 市之倉村を編入。
- 昭和26年（1951年）4月1日 - 土岐郡 笠原町を編入。
- 昭和27年（1952年）4月1日 - 旧・笠原町の滝呂地区を多治見市に残し、大部分を土岐郡 笠原村として分離。
- 昭和27年（1952年）8月1日 - 土岐郡 笠原村が町制を施行して 土岐郡 笠原町が再度発足。
- 昭和35年（1960年）4月1日 - 可児郡 姫治村の(旧・大藪村、大針村、北小木村の区域と、旧・下切村の南部)を編入。
- 平成18年（2006年）1月23日 - 土岐郡 笠原町を編入。これにより、土岐郡が消滅。

### 変遷表
| 明治元年          | 明治元年          | 明治7年 9月                      | 明治7年 9月                      | 明治8年 6月                    | 明治8年 6月                    | 明治12年 2月18日 郡区町村 編制法施行 | 明治17年                        | 明治18年                        | 明治22年 7月1日 町村制施行 | 明治29年 2月24日                      | 明治34年 6月26日                    | 大正12年 10月10日                    | 昭和9年 8月1日                        | 昭和15年 8月1日               | 昭和19年 2月11日                 | 昭和26年 3月5日               | 昭和26年 4月1日                 | 昭和27年 4月1日                            | 昭和27年 8月1日                    | 昭和35年 4月1日                              | 昭和57年 4月1日             | 平成18年 1月23日                 | 現在     |
| ----------------- | ----------------- | -------------------------------- | -------------------------------- | ------------------------------ | ------------------------------ | ------------------------------------ | ------------------------------- | ------------------------------- | -------------------------- | ------------------------------------- | ----------------------------------- | ------------------------------------ | ------------------------------------- | ----------------------------- | -------------------------------- | ----------------------------- | ------------------------------- | ------------------------------------------ | ---------------------------------- | -------------------------------------------- | --------------------------- | -------------------------------- | -------- |
| 土岐郡 多治見村   | 土岐郡 多治見村   | 土岐郡 多治見村                  | 土岐郡 多治見村                  | 土岐郡 多治見村                | 土岐郡 多治見村                | 土岐郡 多治見村                      | 土岐郡 多治見村                 | 土岐郡 多治見村                 | 土岐郡 多治見町            | 土岐郡 多治見町                       | 土岐郡 多治見町                     | 土岐郡 多治見町                      | 土岐郡 多治見町                       | 昭和15年 8月1日 市制 多治見市 | 多治見市                         | 多治見市                      | 多治見市                        | 多治見市                                   | 多治見市                           | 多治見市                                     | 多治見市                    | 多治見市                         | 多治見市 |
| 土岐郡 市之倉村   | 土岐郡 市之倉村   | 土岐郡 市之倉村                  | 土岐郡 市之倉村                  | 土岐郡 市之倉村                | 土岐郡 市之倉村                | 土岐郡 市之倉村                      | 明治17年 土岐郡 多治見村 に編入 | 土岐郡 多治見村                 | 土岐郡 多治見町            | 明治29年 2月24日 分立 土岐郡 市之倉村 | 土岐郡 市之倉村                     | 土岐郡 市之倉村                      | 土岐郡 市之倉村                       | 土岐郡 市之倉村               | 土岐郡 市之倉村                  | 昭和26年3月5日 多治見市に編入 | 多治見市                        | 多治見市                                   | 多治見市                           | 多治見市                                     | 多治見市                    | 多治見市                         | 多治見市 |
| 土岐郡 笠原村     | 土岐郡 笠原村     | 土岐郡 笠原村                    | 土岐郡 笠原村                    | 土岐郡 笠原村                  | 土岐郡 笠原村                  | 土岐郡 笠原村                        | 土岐郡 笠原村                   | 土岐郡 笠原村                   | 土岐郡 笠原村              | 土岐郡 笠原村                         | 土岐郡 笠原村                       | 大正12年 10月10日 町制 土岐郡 笠原町 | 土岐郡 笠原町                         | 土岐郡 笠原町                 | 土岐郡 笠原町                    | 土岐郡 笠原町                 | 昭和26年 4月1日 多治見市 に編入 | 昭和27年 4月1日 滝呂地区は 多治見市 に残留 | 多治見市                           | 多治見市                                     | 多治見市                    | 多治見市                         | 多治見市 |
| 土岐郡 笠原村     | 土岐郡 笠原村     | 土岐郡 笠原村                    | 土岐郡 笠原村                    | 土岐郡 笠原村                  | 土岐郡 笠原村                  | 土岐郡 笠原村                        | 土岐郡 笠原村                   | 土岐郡 笠原村                   | 土岐郡 笠原村              | 土岐郡 笠原村                         | 土岐郡 笠原村                       | 大正12年 10月10日 町制 土岐郡 笠原町 | 土岐郡 笠原町                         | 土岐郡 笠原町                 | 土岐郡 笠原町                    | 土岐郡 笠原町                 | 昭和26年 4月1日 多治見市 に編入 | 昭和27年 4月1日 土岐郡 笠原村              | 昭和27年 8月1日 町制 土岐郡 笠原町 | 土岐郡 笠原町                                | 土岐郡 笠原町               | 平成18年 1月23日 多治見市 に編入 | 多治見市 |
| 可児郡 長瀬村     | 可児郡 長瀬村     | 可児郡 長瀬村                    | 可児郡 長瀬村                    | 可児郡 長瀬村                  | 可児郡 長瀬村                  | 可児郡 長瀬村                        | 可児郡 長瀬村                   | 可児郡 長瀬村                   | 可児郡 豊岡村              | 可児郡 豊岡村                         | 明治34年 6月26日 町制 可児郡 豊岡町 | 可児郡 豊岡町                        | 昭和9年 8月1日 土岐郡 多治見町 に編入 | 昭和15年 8月1日 市制 多治見市 | 多治見市                         | 多治見市                      | 多治見市                        | 多治見市                                   | 多治見市                           | 多治見市                                     | 多治見市                    | 多治見市                         | 多治見市 |
| 可児郡 小名田村   | 可児郡 小名田村   | 可児郡 小名田村                  | 可児郡 小名田村                  | 可児郡 小名田村                | 可児郡 小名田村                | 可児郡 小名田村                      | 可児郡 小名田村                 | 可児郡 小名田村                 | 可児郡 豊岡村              | 可児郡 豊岡村                         | 明治34年 6月26日 町制 可児郡 豊岡町 | 可児郡 豊岡町                        | 昭和9年 8月1日 土岐郡 多治見町 に編入 | 昭和15年 8月1日 市制 多治見市 | 多治見市                         | 多治見市                      | 多治見市                        | 多治見市                                   | 多治見市                           | 多治見市                                     | 多治見市                    | 多治見市                         | 多治見市 |
| 可児郡 中之郷村   | 可児郡 中之郷村   | 可児郡 中之郷村                  | 可児郡 中之郷村                  | 明治8年6月 合併 可児郡 田中村  | 可児郡 田中村                  | 可児郡 田中村                        | 可児郡 田中村                   | 明治18年 分離 可児郡 中之郷村   | 可児郡 豊岡村              | 可児郡 豊岡村                         | 明治34年 6月26日 町制 可児郡 豊岡町 | 可児郡 豊岡町                        | 昭和9年 8月1日 土岐郡 多治見町 に編入 | 昭和15年 8月1日 市制 多治見市 | 多治見市                         | 多治見市                      | 多治見市                        | 多治見市                                   | 多治見市                           | 多治見市                                     | 多治見市                    | 多治見市                         | 多治見市 |
| 可児郡 池田町屋村 | 可児郡 池田町屋村 | 可児郡 池田町屋村                | 可児郡 池田町屋村                | 明治8年6月 合併 可児郡 田中村  | 可児郡 田中村                  | 可児郡 田中村                        | 可児郡 田中村                   | 明治18年 分離 可児郡 池田町屋村 | 可児郡 池田村              | 可児郡 池田村                         | 可児郡 池田村                       | 可児郡 池田村                        | 可児郡 池田村                         | 可児郡 池田村                 | 昭和19年 2月11日 多治見市 に編入 | 多治見市                      | 多治見市                        | 多治見市                                   | 多治見市                           | 多治見市                                     | 多治見市                    | 多治見市                         | 多治見市 |
| 可児郡 廿原村     | 可児郡 廿原村     | 可児郡 廿原村                    | 可児郡 廿原村                    | 可児郡 廿原村                  | 可児郡 廿原村                  | 可児郡 廿原村                        | 可児郡 廿原村                   | 可児郡 廿原村                   | 可児郡 池田村              | 可児郡 池田村                         | 可児郡 池田村                       | 可児郡 池田村                        | 可児郡 池田村                         | 可児郡 池田村                 | 昭和19年 2月11日 多治見市 に編入 | 多治見市                      | 多治見市                        | 多治見市                                   | 多治見市                           | 多治見市                                     | 多治見市                    | 多治見市                         | 多治見市 |
| 可児郡 小木村     | 可児郡 小木村     | 明治7年 9月 改称 可児郡 南小木村 | 明治8年 6月 合併 可児郡 諏訪村   | 明治8年 6月 合併 可児郡 諏訪村 | 明治8年 6月 合併 可児郡 諏訪村 | 可児郡 諏訪村                        | 可児郡 諏訪村                   | 可児郡 諏訪村                   | 可児郡 池田村              | 可児郡 池田村                         | 可児郡 池田村                       | 可児郡 池田村                        | 可児郡 池田村                         | 可児郡 池田村                 | 昭和19年 2月11日 多治見市 に編入 | 多治見市                      | 多治見市                        | 多治見市                                   | 多治見市                           | 多治見市                                     | 多治見市                    | 多治見市                         | 多治見市 |
| 可児郡 三之倉村   | 可児郡 三之倉村   | 可児郡 三之倉村                  | 明治8年 6月 合併 可児郡 諏訪村   | 明治8年 6月 合併 可児郡 諏訪村 | 明治8年 6月 合併 可児郡 諏訪村 | 可児郡 諏訪村                        | 可児郡 諏訪村                   | 可児郡 諏訪村                   | 可児郡 池田村              | 可児郡 池田村                         | 可児郡 池田村                       | 可児郡 池田村                        | 可児郡 池田村                         | 可児郡 池田村                 | 昭和19年 2月11日 多治見市 に編入 | 多治見市                      | 多治見市                        | 多治見市                                   | 多治見市                           | 多治見市                                     | 多治見市                    | 多治見市                         | 多治見市 |
| 可児郡 大原村     | 可児郡 大原村     | 可児郡 大原村                    | 可児郡 大原村                    | 可児郡 大原村                  | 可児郡 大原村                  | 可児郡 大原村                        | 可児郡 大原村                   | 可児郡 大原村                   | 可児郡 小泉村              | 可児郡 小泉村                         | 可児郡 小泉村                       | 可児郡 小泉村                        | 可児郡 小泉村                         | 可児郡 小泉村                 | 昭和19年 2月11日 多治見市 に編入 | 多治見市                      | 多治見市                        | 多治見市                                   | 多治見市                           | 多治見市                                     | 多治見市                    | 多治見市                         | 多治見市 |
| 可児郡 根本村     | 可児郡 根本村     | 可児郡 根本村                    | 可児郡 根本村                    | 可児郡 根本村                  | 可児郡 根本村                  | 可児郡 根本村                        | 可児郡 根本村                   | 可児郡 根本村                   | 可児郡 小泉村              | 可児郡 小泉村                         | 可児郡 小泉村                       | 可児郡 小泉村                        | 可児郡 小泉村                         | 可児郡 小泉村                 | 昭和19年 2月11日 多治見市 に編入 | 多治見市                      | 多治見市                        | 多治見市                                   | 多治見市                           | 多治見市                                     | 多治見市                    | 多治見市                         | 多治見市 |
| 可児郡 野中村     | 可児郡 野中村     | 可児郡 野中村                    | 可児郡 野中村                    | 可児郡 野中村                  | 可児郡 野中村                  | 可児郡 野中村                        | 可児郡 野中村                   | 可児郡 野中村                   | 可児郡 小泉村              | 可児郡 小泉村                         | 可児郡 小泉村                       | 可児郡 小泉村                        | 可児郡 小泉村                         | 可児郡 小泉村                 | 昭和19年 2月11日 多治見市 に編入 | 多治見市                      | 多治見市                        | 多治見市                                   | 多治見市                           | 多治見市                                     | 多治見市                    | 多治見市                         | 多治見市 |
| 可児郡 北村       | 可児郡 北村       | 可児郡 北村                      | 可児郡 北村                      | 可児郡 北村                    | 可児郡 北村                    | 可児郡 北村                          | 可児郡 北村                     | 可児郡 北村                     | 可児郡 小泉村              | 可児郡 小泉村                         | 可児郡 小泉村                       | 可児郡 小泉村                        | 可児郡 小泉村                         | 可児郡 小泉村                 | 昭和19年 2月11日 多治見市 に編入 | 多治見市                      | 多治見市                        | 多治見市                                   | 多治見市                           | 多治見市                                     | 多治見市                    | 多治見市                         | 多治見市 |
| 可児郡 大藪村     | 可児郡 大藪村     | 可児郡 大藪村                    | 可児郡 大藪村                    | 可児郡 大藪村                  | 可児郡 大藪村                  | 可児郡 大藪村                        | 可児郡 大藪村                   | 可児郡 大藪村                   | 可児郡 姫治村              | 可児郡 姫治村                         | 可児郡 姫治村                       | 可児郡 姫治村                        | 可児郡 姫治村                         | 可児郡 姫治村                 | 可児郡 姫治村                    | 可児郡 姫治村                 | 可児郡 姫治村                   | 可児郡 姫治村                              | 可児郡 姫治村                      | 昭和35年 4月1日 多治見市 に編入              | 多治見市                    | 多治見市                         | 多治見市 |
| 可児郡 大針村     | 可児郡 大針村     | 可児郡 大針村                    | 可児郡 大針村                    | 可児郡 大針村                  | 可児郡 大針村                  | 可児郡 大針村                        | 可児郡 大針村                   | 可児郡 大針村                   | 可児郡 姫治村              | 可児郡 姫治村                         | 可児郡 姫治村                       | 可児郡 姫治村                        | 可児郡 姫治村                         | 可児郡 姫治村                 | 可児郡 姫治村                    | 可児郡 姫治村                 | 可児郡 姫治村                   | 可児郡 姫治村                              | 可児郡 姫治村                      | 昭和35年 4月1日 多治見市 に編入              | 多治見市                    | 多治見市                         | 多治見市 |
| 可児郡 小木村     | 可児郡 小木村     | 明治7年 9月 改称 可児郡 北小木村 | 明治7年 9月 改称 可児郡 北小木村 | 可児郡 北小木村                | 可児郡 北小木村                | 可児郡 北小木村                      | 可児郡 北小木村                 | 可児郡 北小木村                 | 可児郡 姫治村              | 可児郡 姫治村                         | 可児郡 姫治村                       | 可児郡 姫治村                        | 可児郡 姫治村                         | 可児郡 姫治村                 | 可児郡 姫治村                    | 可児郡 姫治村                 | 可児郡 姫治村                   | 可児郡 姫治村                              | 可児郡 姫治村                      | 昭和35年 4月1日 多治見市 に編入              | 多治見市                    | 多治見市                         | 多治見市 |
| 可児郡 下切村     | 可児郡 下切村     | 可児郡 下切村                    | 可児郡 下切村                    | 可児郡 下切村                  | 可児郡 下切村                  | 可児郡 下切村                        | 可児郡 下切村                   | 可児郡 下切村                   | 可児郡 姫治村              | 可児郡 姫治村                         | 可児郡 姫治村                       | 可児郡 姫治村                        | 可児郡 姫治村                         | 可児郡 姫治村                 | 可児郡 姫治村                    | 可児郡 姫治村                 | 可児郡 姫治村                   | 可児郡 姫治村                              | 可児郡 姫治村                      | 昭和35年 4月1日 下切の南部が 多治見市 に編入 | 多治見市                    | 多治見市                         | 多治見市 |
| 可児郡 下切村     | 可児郡 下切村     | 可児郡 下切村                    | 可児郡 下切村                    | 可児郡 下切村                  | 可児郡 下切村                  | 可児郡 下切村                        | 可児郡 下切村                   | 可児郡 下切村                   | 可児郡 姫治村              | 可児郡 姫治村                         | 可児郡 姫治村                       | 可児郡 姫治村                        | 可児郡 姫治村                         | 可児郡 姫治村                 | 可児郡 姫治村                    | 可児郡 姫治村                 | 可児郡 姫治村                   | 可児郡 姫治村                              | 可児郡 姫治村                      | 昭和35年 4月1日 下切の北部が 可児町 に編入   | 昭和57年 4月1日 市制 可児市 | 可児市                           | 可児市   |

### 主な出来事
- 1965年（昭和40年）10月27日 - 昭和天皇、香淳皇后が第20回国民体育大会に合わせて県内を行幸啓。多治見市民センターなどを訪問[11]。
- 2007年（平成19年）8月16日 - 埼玉県熊谷市と同日に最高温度40.9℃を記録。

## 行政

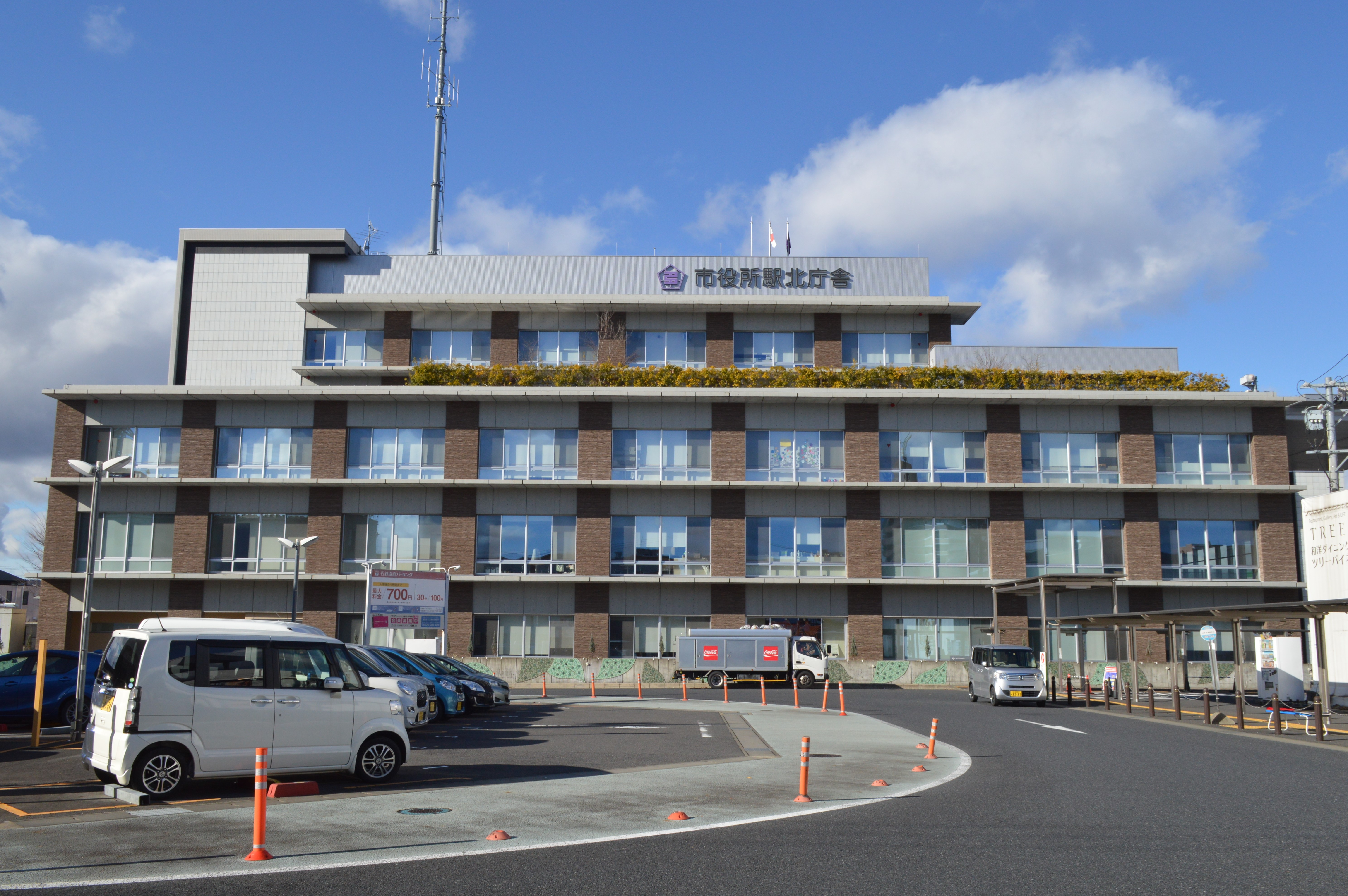
多治見市役所駅北庁舎

### 市長
- 初代：山脇準之助 - 1940年（昭和15年）～1942年：1期
- 2代：上山貞治 - 1942年（昭和17年）～1945年：1期
- 3代：金子義一 - 1946年（昭和21年）～1955年：2期
- 4代：青木重喬 - 1955年（昭和30年）～1963年：2期
- 5代：加藤鐐一 - 1963年（昭和38年）～1979年：4期
- 6代：加藤直樹 - 1979年（昭和54年）～1995年：4期
- 7代：西寺雅也 - 1995年（平成7年）～2007年：3期
- 8代：古川雅典 - 2007年（平成19年）4月30日～2023年（令和5年）4月29日
- 9代：高木貴行 - 2023年（令和5年）4月30日～[12]

### 市役所庁舎
- 市役所本庁舎 - 1974年竣工。三橋設計。
- 市役所駅北庁舎

### 地区事務所
- 旭ヶ丘事務所
- 池田事務所
- 市之倉事務所
- 笠原事務所
- 共栄事務所（2021年5月末廃止[13]）
- 小泉事務所
- 滝呂事務所
- 根本事務所
- 本庁事務所
- 南姫事務所
- 脇之島事務所

### 広域行政
- 東濃西部広域行政事務組合 - 多治見市、土岐市、瑞浪市で構成。

### 消防
- 多治見市消防本部
  - 南消防署
  - 北消防署（上記の日本最高気温40.9°Cを記録したアメダスの設置場所でもある）
  - 笠原消防署

## 議会

### 多治見市議会
- 定数：21人[14]
- 任期：2023年5月1日 - 2027年4月30日
- 議長：柴田雅也 (自民クラブ)
- 副議長：吉田企貴 (自民クラブ)

| 会派名           | 議席数 | 議員名                                                               |
| ---------------- | ------ | -------------------------------------------------------------------- |
| 自民クラブ       | 7      | 柴田雅也、嶋内九一、吉田企貴、城處裕二、玉置真一、若尾敏之、加藤智章 |
| 新生自民         | 4      | 獅子野真人、亀井芳樹、葉狩拓也、林美行                               |
| オールたじみ     | 4      | 黒川昭治、成田康弘、奥村孝宏、石田浩司                               |
| 公明党           | 3      | 寺島芳枝、片山竜美、工藤将和                                         |
| 市民の会         | 1      | 仙石三喜男                                                           |
| 日本共産党       | 1      | 三輪寿子                                                             |
| 市民ネットワーク | 1      | 井上あけみ                                                           |

### 岐阜県議会
2023年岐阜県議会議員選挙
- 選挙区：多治見市選挙区
- 定数：2人
- 執行日：2023年4月9日
- 当日有権者数：89,566人
- 投票率：49.62％

| 候補者名 | 当落 | 年齢 | 党派名     | 新旧別 | 得票数   |
| -------- | ---- | ---- | ---------- | ------ | -------- |
| 判治康信 | 当   | 47   | 無所属     | 新     | 16,539票 |
| 今井瑠々 | 当   | 27   | 無所属     | 新     | 14,141票 |
| 友江惇   | 落   | 36   | 自由民主党 | 新     | 13,329票 |

2019年岐阜県議会議員選挙
- 選挙区：多治見市選挙区
- 定数：2人
- 執行日：2019年4月7日

| 候補者名 | 当落 | 年齢 | 所属党派   | 新旧別 | 得票数 |
| -------- | ---- | ---- | ---------- | ------ | ------ |
| 高木貴行 | 当   | 40   | 無所属     | 現     | 無投票 |
| 山本勝敏 | 当   | 55   | 自由民主党 | 現     | 無投票 |

### 衆議院
- 選挙区：岐阜5区 （多治見市、中津川市、瑞浪市、恵那市、土岐市）
- 任期：2024年10月27日 - 2028年10月26日
- 投票日：2024年10月27日
- 当日有権者数：263,919人
- 投票率：59.51％

| 当落 | 候補者名 | 年齢 | 所属党派     | 新旧別 | 得票数   | 重複 |
| ---- | -------- | ---- | ------------ | ------ | -------- | ---- |
| 当   | 古屋圭司 | 71   | 自由民主党   | 前     | 73,679票 | ○    |
| 比当 | 眞野哲   | 42   | 立憲民主党   | 新     | 58.973票 | ○    |
|      | 山田良司 | 64   | 日本維新の会 | 元     | 19.973票 | ○    |

## 行政機関
県の機関
- 岐阜県警察
  - 多治見警察署
    - 多治見運転者講習センター
    - 東濃地区少年サポートセンター

  - 高速道路交通警察隊多治見分駐隊
- 岐阜県庁舎
  - 東濃西部総合庁舎
    - 東濃県事務所
    - 東濃県税事務所
    - 東濃保健所
    - 東濃子ども相談センター（別棟）
    - 東濃農林事務所
    - 多治見土木事務所
    - 東濃建築事務所

国の機関
- 裁判所
  - 岐阜地方裁判所多治見支部
  - 岐阜家庭裁判所多治見支部
  - 多治見簡易裁判所
- 法務省
  - 岐阜地方検察庁多治見支部
    - 多治見区検察庁

  - 岐阜地方法務局多治見支局
- 財務省
  - 国税庁名古屋国税局多治見税務署
- 国土交通省
  - 中部地方整備局多治見砂防国道事務所

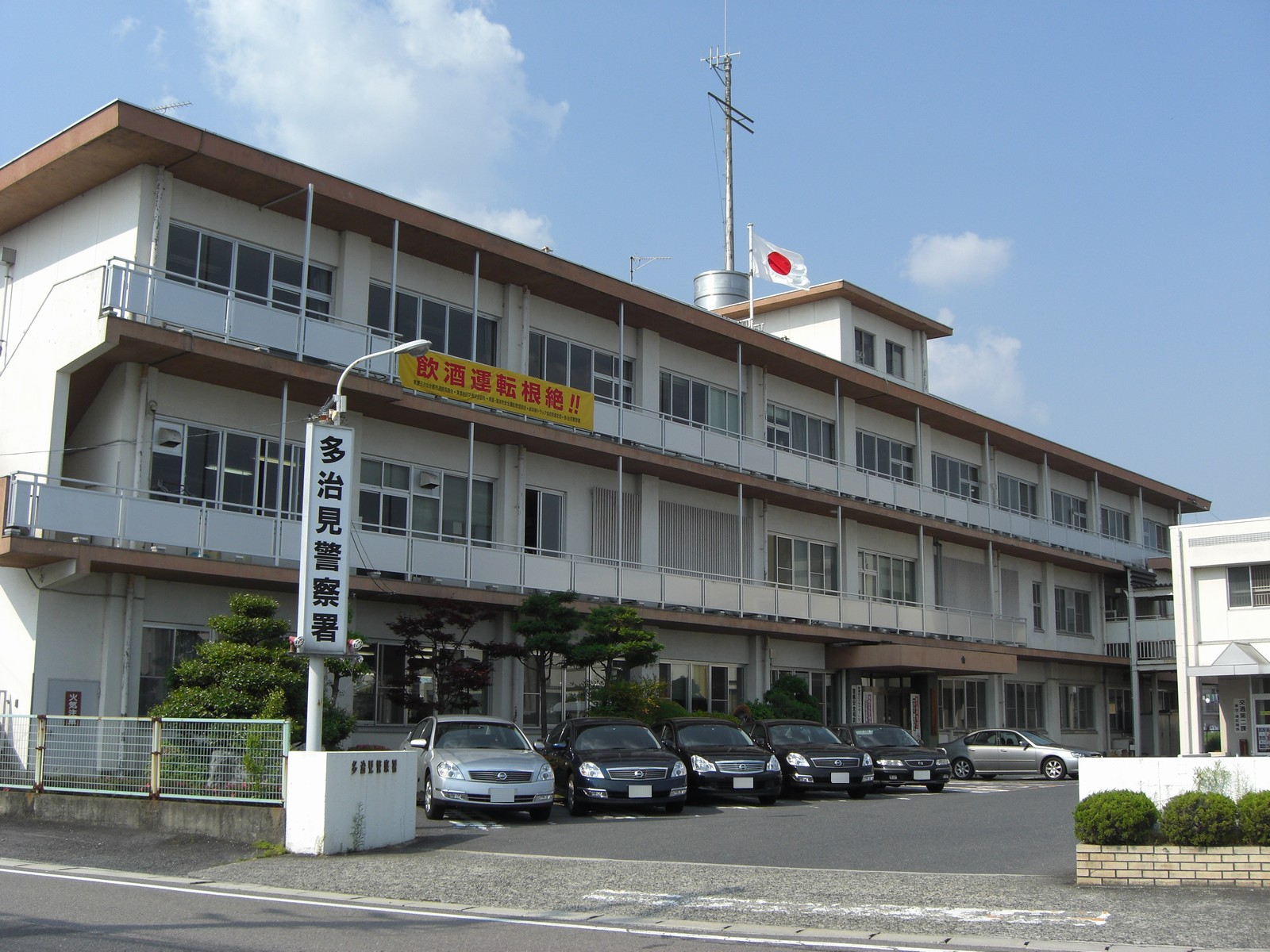
多治見警察署

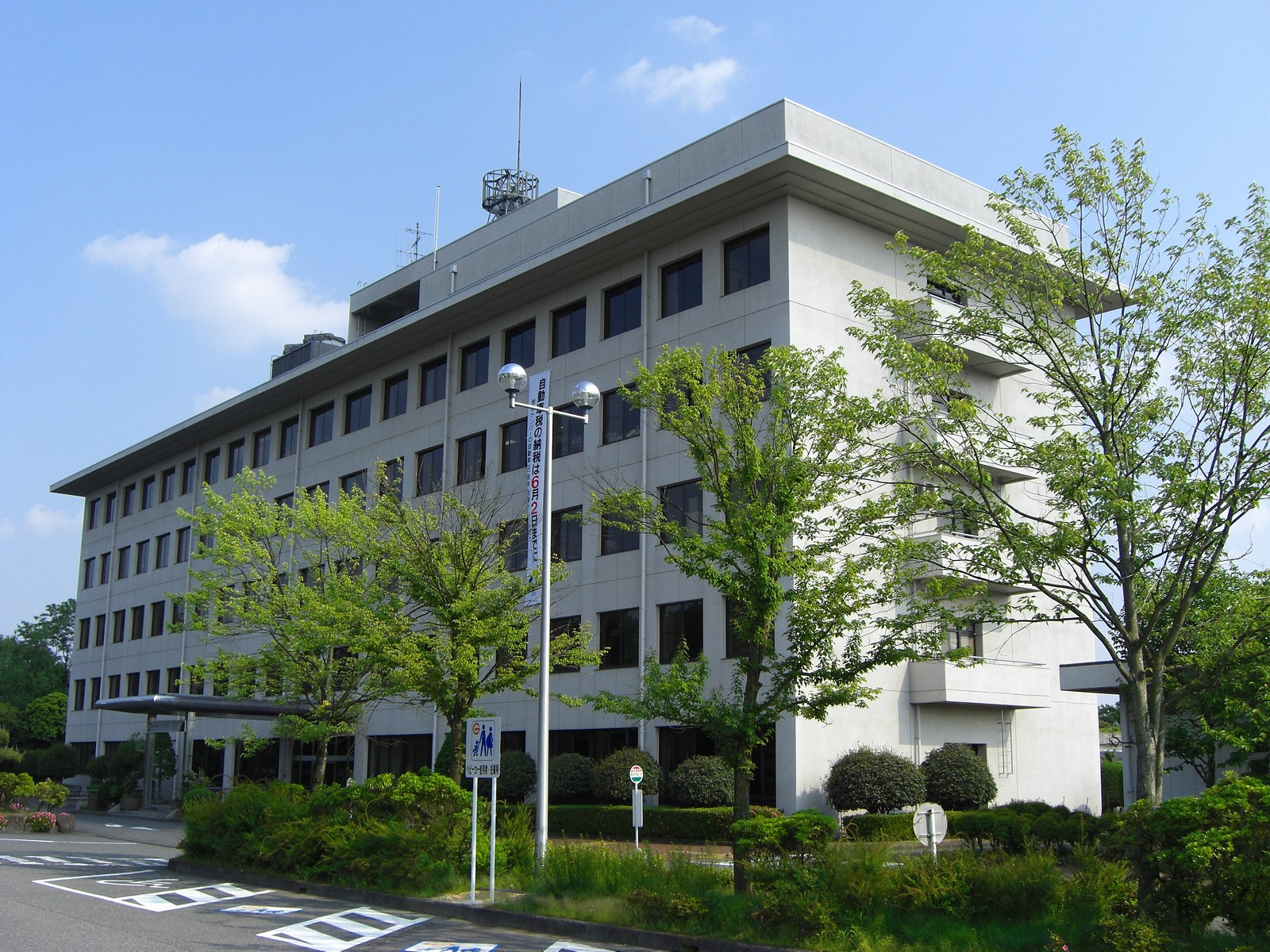
東濃西部総合庁舎

  - 中部地方整備局庄内川河川事務所土岐川出張所
- 厚生労働省
  - 岐阜労働局多治見労働基準監督署
  - 岐阜労働局多治見公共職業安定所（ハローワーク多治見）
  - 日本年金機構多治見年金事務所

名古屋市の機関
- 名古屋市愛岐処分場

## 公共施設

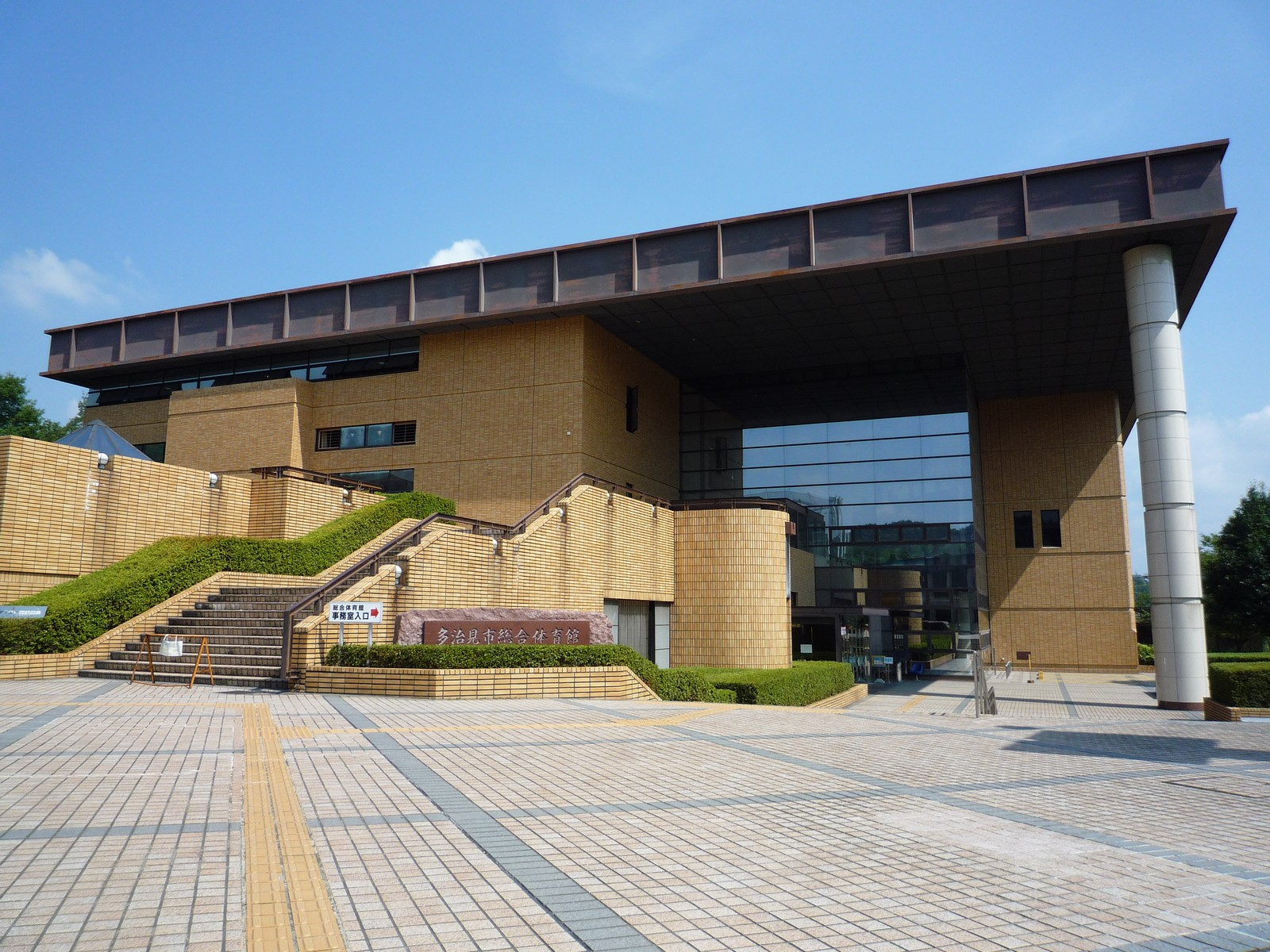
多治見市総合体育館

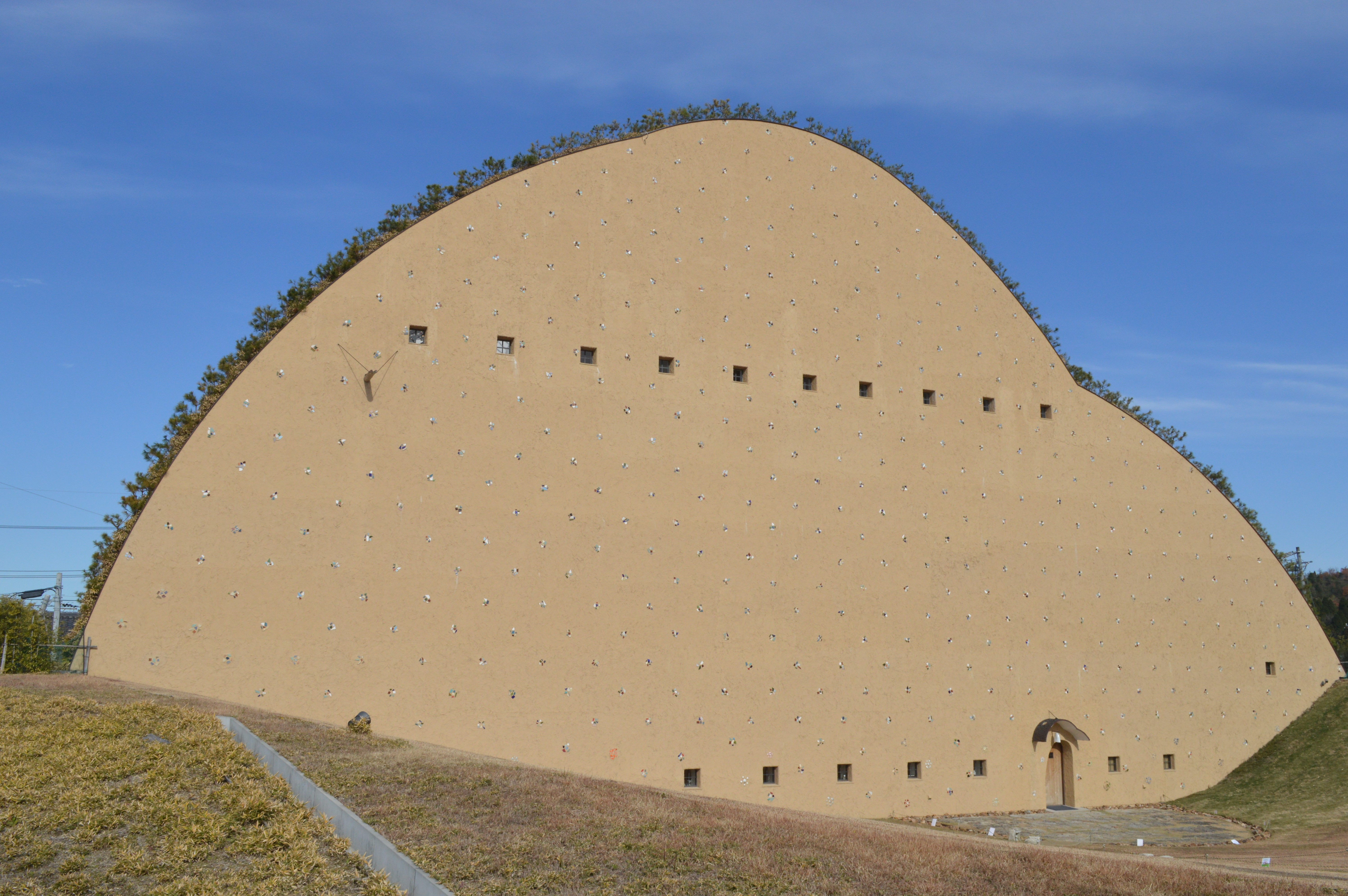
多治見市モザイクタイルミュージアム

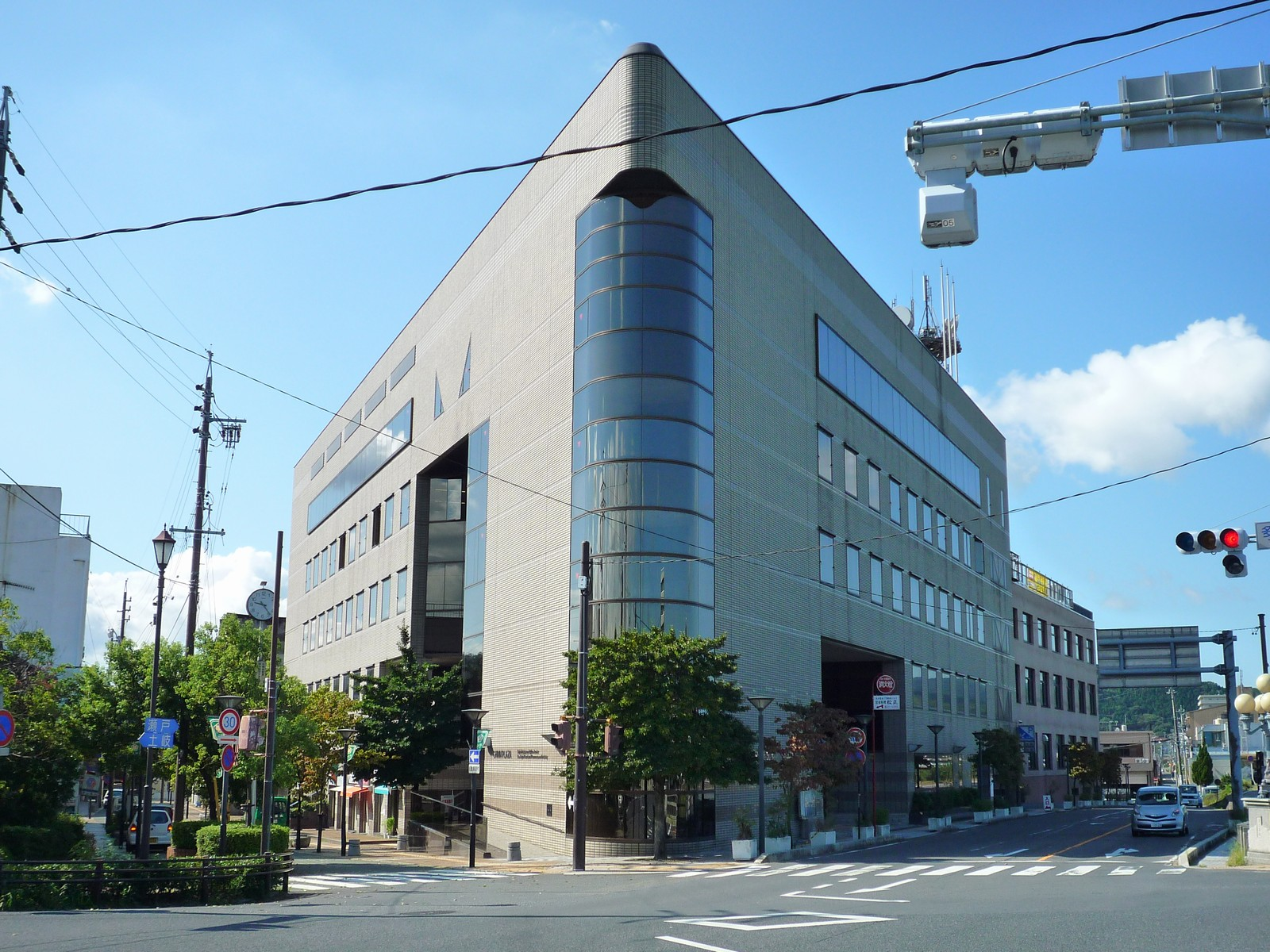
多治見市産業文化センター

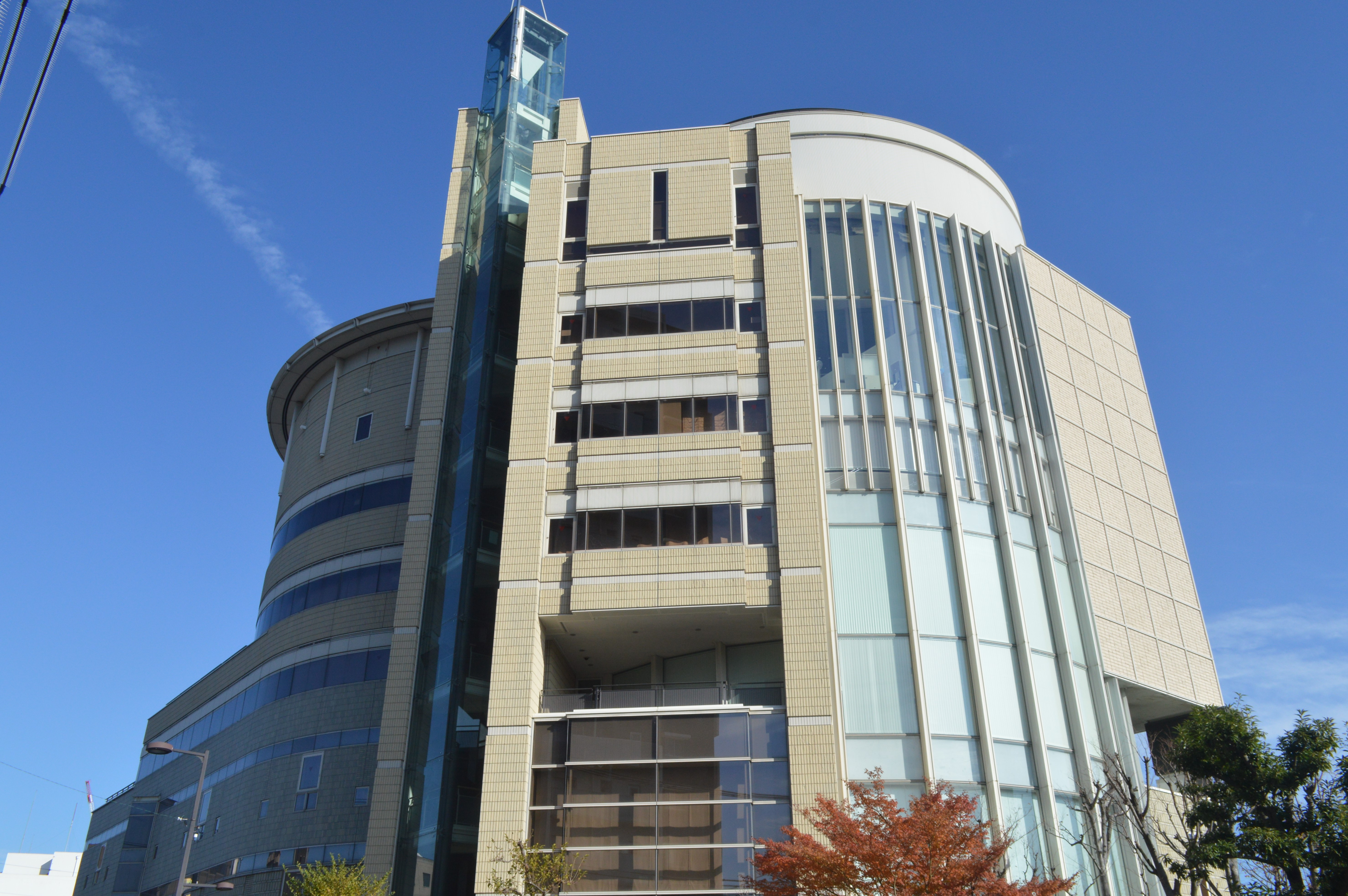
多治見市図書館

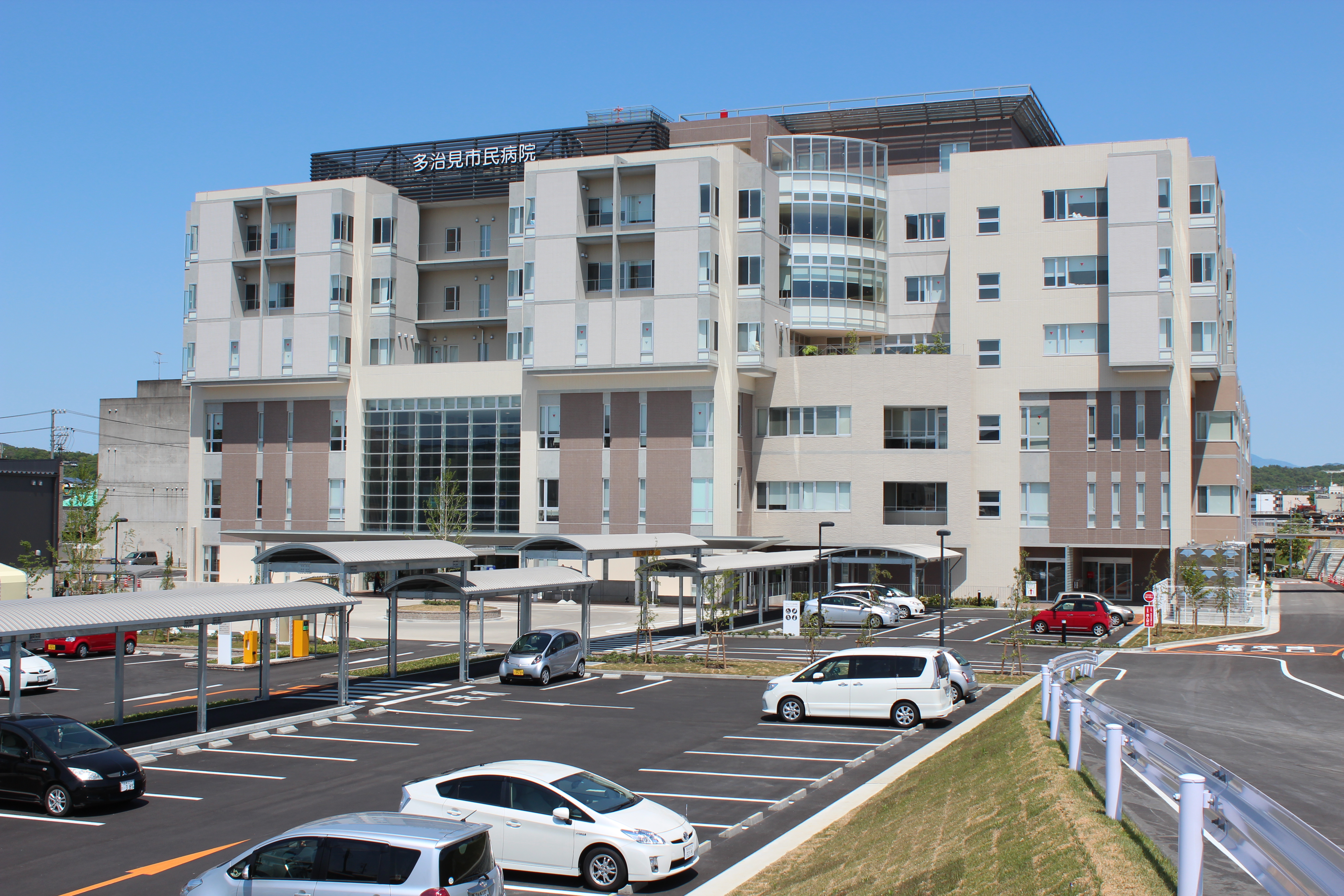
多治見市民病院

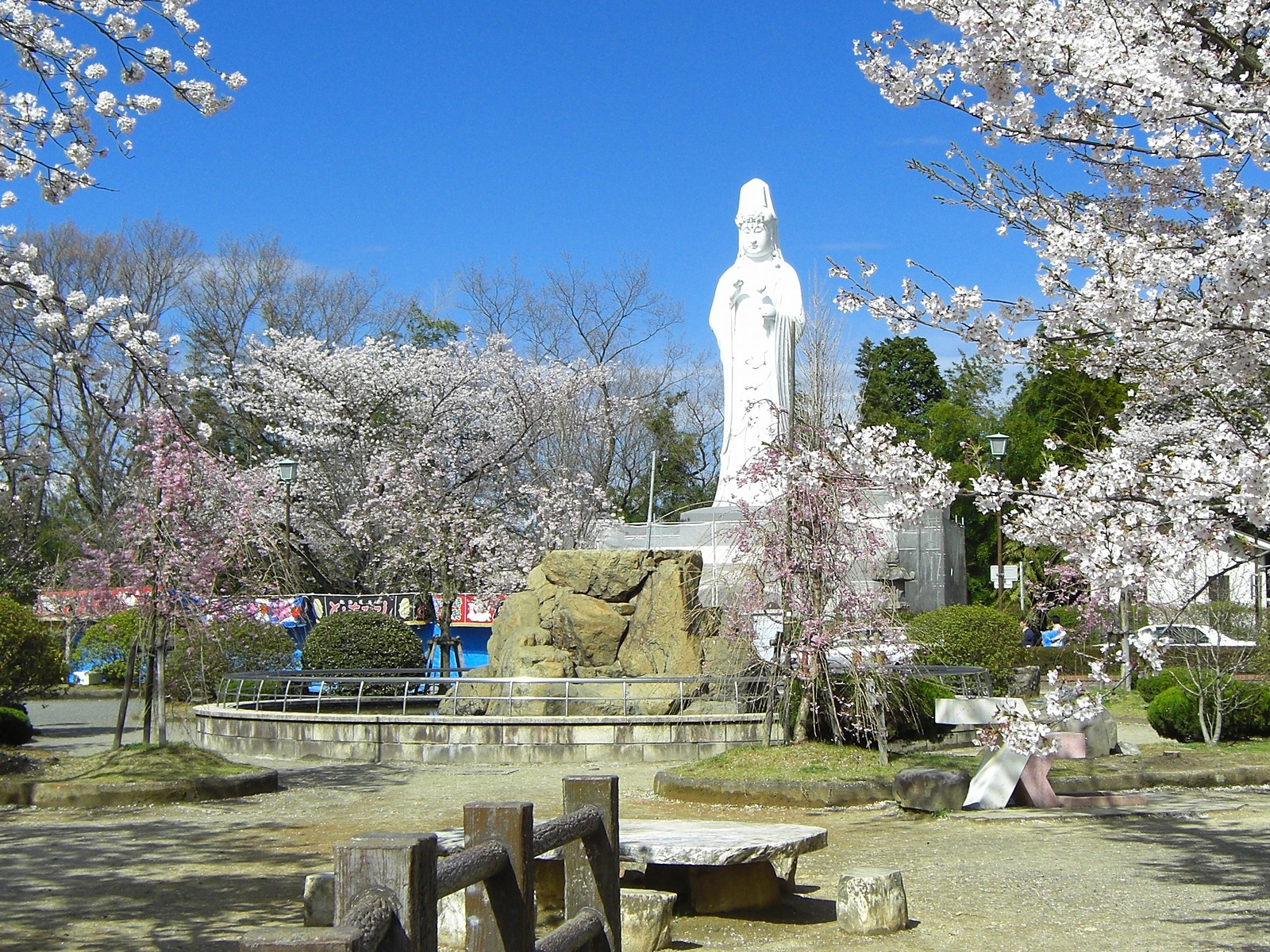
虎渓公園

### 体育施設
陸上競技場
- 星ヶ台競技場

球場
- 多治見市営球場
- 滝呂球場
- 脇之島中央公園グランド
- 笠原町民グランド

体育館
- 多治見市総合体育館
- 多治見市昭和体育館
- 多治見市笠原体育館

運動公園
- 星ヶ台運動広場
- 旭ヶ丘運動広場
- 北丘運動広場
- 市之倉運動広場
- 脇之島運動広場
- 笠原向島運動広場
- 笠原梅平運動広場

### 文化教育施設
美術館
- 岐阜県現代陶芸美術館
- 多治見市モザイクタイルミュージアム

ホール
- セラミックパークMINO
- 多治見市文化会館
- 多治見市産業文化センター
- 笠原中央公民館

図書館
- 多治見市図書館本館
- 多治見市図書館笠原分館
- 多治見市子ども情報センター

その他
- まなびパークたじみ
- 三の倉市民の里「地球村」
- 多治見市土岐川観察館

### 医療
病院
- 多治見市民病院
- 岐阜県立多治見病院
- サニーサイドホスピタル
- タジミ第一病院

### 福祉
- 多治見市総合福祉センター
- サンホーム滝呂
- ふれあいセンター姫
- かさはら福祉センター
- 笠原西コミュニティーセンター

### 緑地・公園
- 深山の森
- かさはら潮見の森
- 喜多緑地
  - 池田1号墳
- 多治見運動公園
- 虎渓公園
- 太平公園
- 坂上湧水公園
- 旭ヶ丘運動公園

### 研究施設
- 多治見市陶磁器意匠研究所
- 岐阜県セラミックス研究所

## 経済

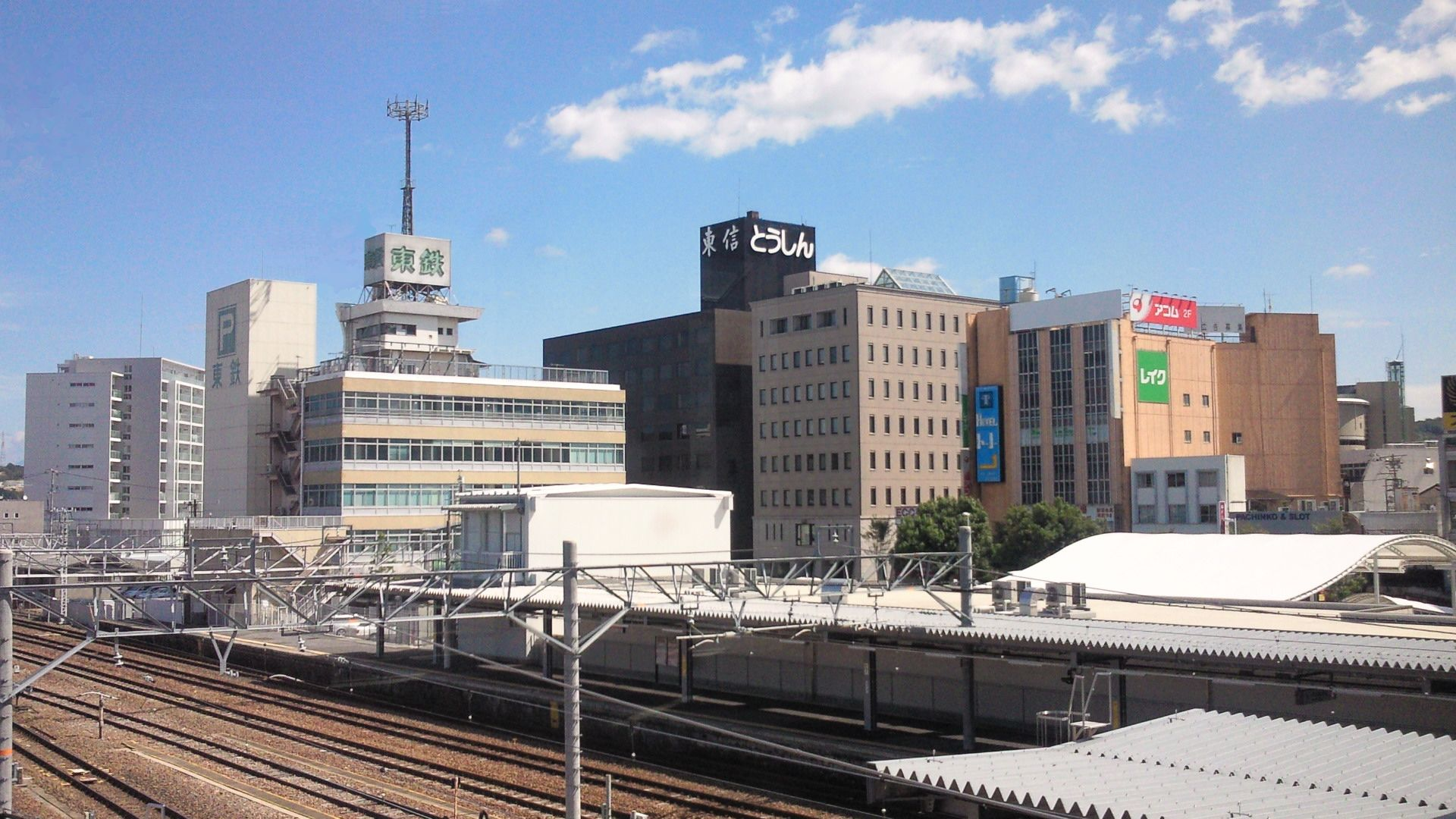
多治見駅前のビル群

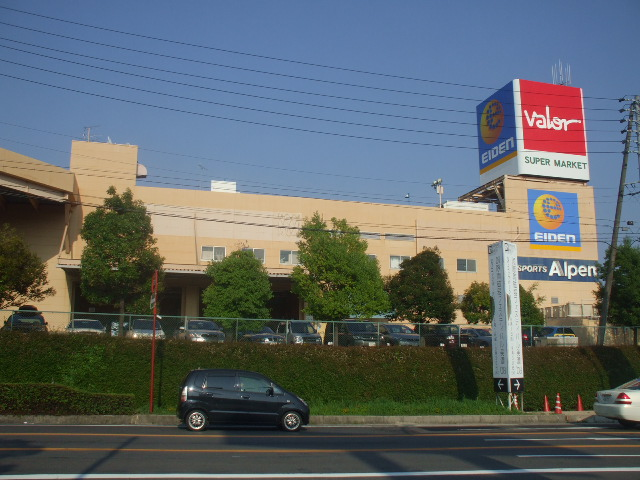
多治見インターモール

### 産業
陶磁器
美濃地方は美濃焼の生産が盛んであり、多治見は美濃地方における陶磁器の集積地として繁栄してきた。しかしながら、競合製品の進出や輸入品の増加によって、近年その生産を大きく落としており対策が急がれている。また、多治見は陶磁器の生産地というよりは商社の集まる集積地であるため、近隣の土岐市や瑞浪市に比べると少ないものの、いくつかの産地を擁する。美濃焼から派生して、ハイテク分野向けのセラミックデバイスの研究・生産も行われている。
- 市之倉
- 高田
- 滝呂

就業人口
- 一次産業 310人
- 二次産業 19,686人
- 三次産業 38,446人

### 商業
主な商業施設
- カーマ21多治見店
- ケーズデンキ多治見店
- ゲンキー多治見西店
- コメリ笠原店
- 西友多治見、滝呂店
- 多治見インターモール
- 多治見フランテ
- ジョーシン多治見店
- バロー多治見店
- ピアゴ多治見店
- マイン笠原ショッピングプラザ

※イオンモール土岐は隣の土岐市にあるが、本市との境に極めて近い。
商店街
- 本町オリベストリート
- 多治見ながせ商店街
- 多治見銀座商店街 - 全蓋式アーケードを有する。
- 多治見広小路商店街

### 本社を置く主要企業
- 東濃信用金庫
- 東濃鉄道
- 東鉄タクシー
- バロー （登記上の本店は恵那市）[15]
- 東京窯業
- アイコットリョーワ
- アダプトゲン製薬
- 中部薬品
- プロジェクトリーズ
- 平成観光
- ヤマカ
- マルイクレイアンドセラミックス

## 姉妹都市・提携都市

### 海外
- テラホート市（アメリカ合衆国インディアナ州）
  - 1962年(昭和37年)9月 姉妹都市提携締結

その他
- 健康都市連合
  - それぞれの都市の居住者の健康を守り、また生活の質の向上のために取り組む複数の都市のネットワークである。

### 日本国内
提携都市
- 高浜市（愛知県）
  - 2005年（平成17年）11月2日 災害時相互応援協定締結
- 北名古屋市（愛知県）
2013年（平成25年）3月6日 災害時相互応援協定締結。

TASKIプロジェクト(中部環境先進5市サミット)
Tajimi､Anjo､Shinshiro､Kakegawa､Iidaの5都市の頭文字から｢TASKI｣
- 多治見市（岐阜県）
- 安城市（愛知県）
- 新城市（愛知県）
- 掛川市（静岡県）
- 飯田市（長野県）

## 交通

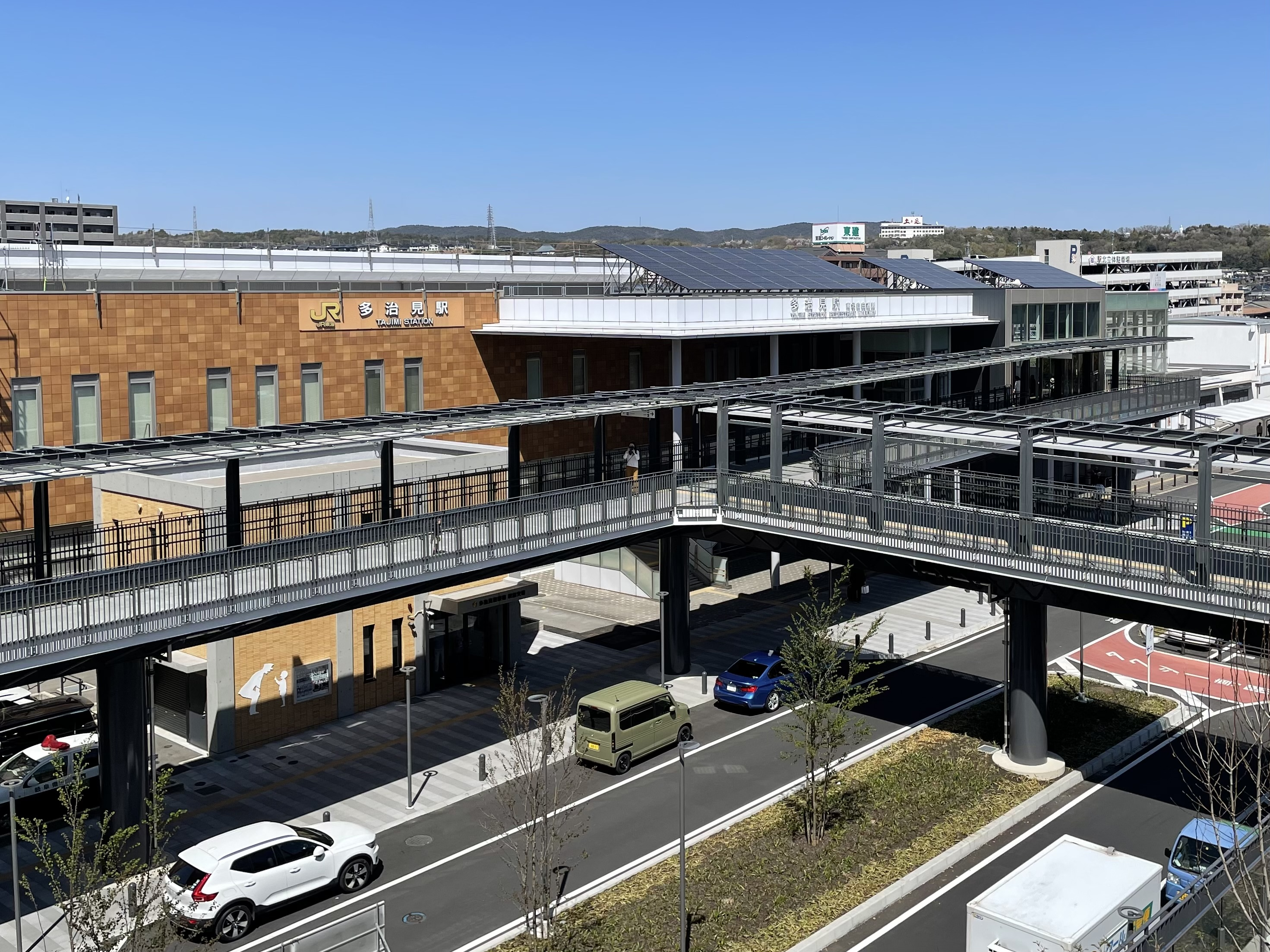
多治見駅

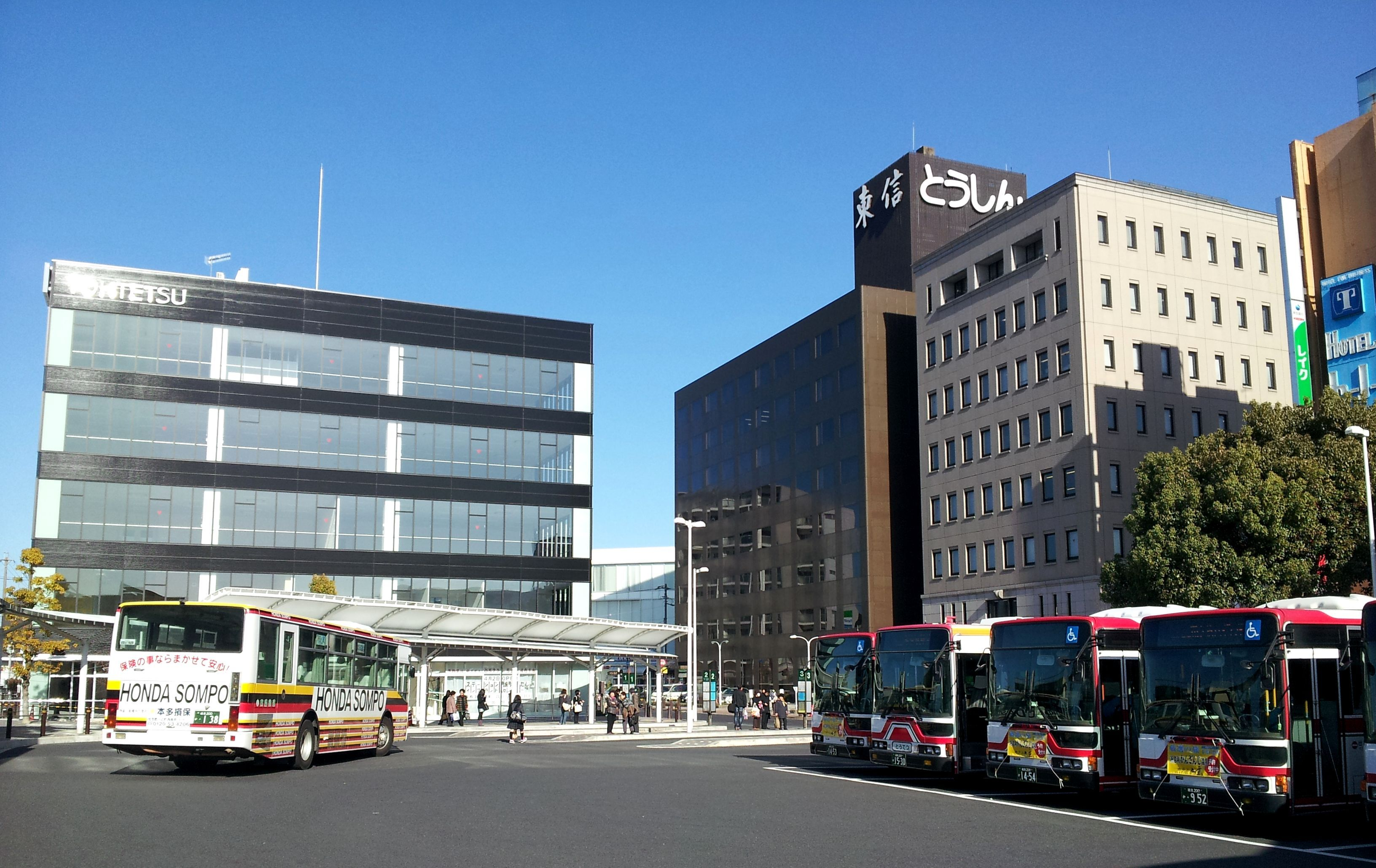
多治見駅前バスターミナル

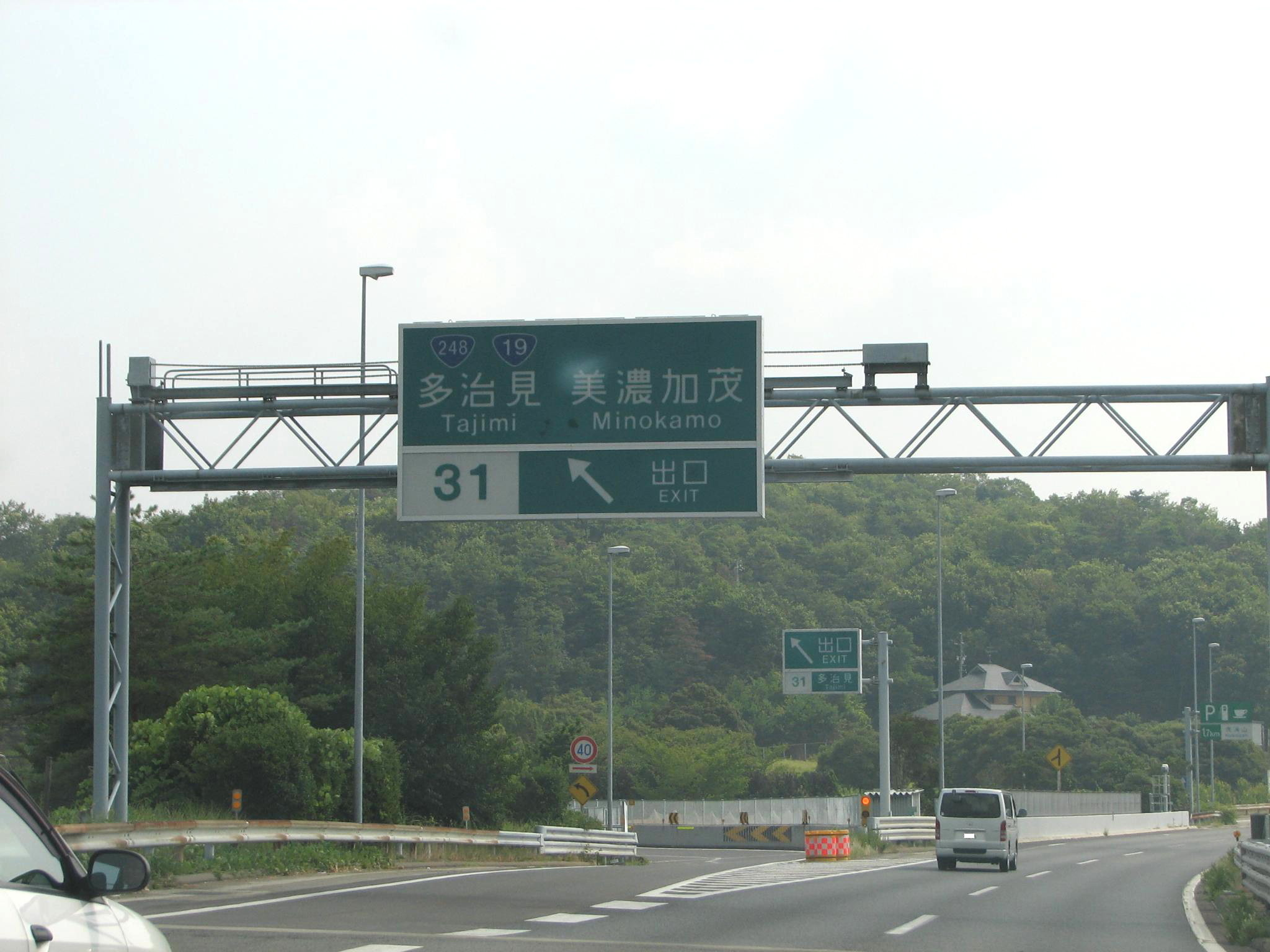
多治見IC

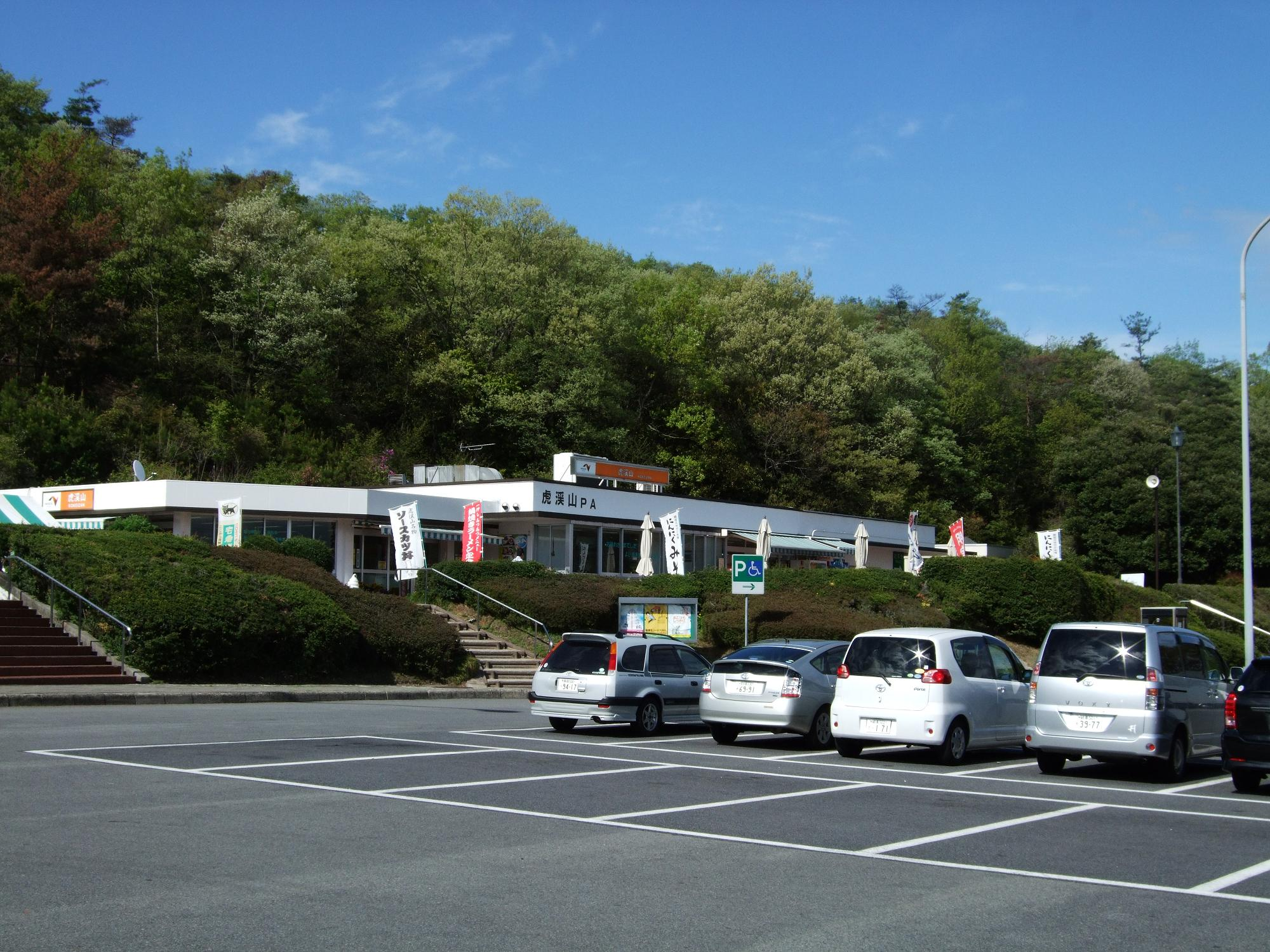
虎渓山PA

### 鉄道
市の中心となる駅：多治見駅
東海旅客鉄道（JR東海）
- 中央本線：（土岐市）- 多治見駅 - 古虎渓駅 -（愛知県春日井市）
- 太多線：多治見駅 - 小泉駅 - 根本駅 - 姫駅 -（可児市）

### バス
一般路線バス
- 東鉄バス

都市間高速バス
- 名古屋 - 多治見線
  - 東鉄バス
  - 名鉄バス

高速バス
- 新宿線中央ライナー号
  - 東濃鉄道
  - JRバス関東
  - JR東海バス
- 新宿線中央道高速バス・中央高速バス
  - 名鉄バス
  - 京王バス

コミュニティバス
- ききょうバス
- セラパークバス（廃止）
- 市之倉トライアングルバス
- 多治見市自主運行バス
- 古虎渓よぶくるバス

### 道路
高速道路
- 中央自動車道
- 多治見IC - 虎渓山PA -

一般国道
- 国道19号
  - 内津バイパス - 多治見バイパス
- 国道248号
  - 平和バイパス

主要地方道
- 愛知県道・岐阜県道13号豊田多治見線
- 愛知県道・岐阜県道15号名古屋多治見線
- 岐阜県道・愛知県道16号多治見犬山線
- 岐阜県道66号多治見恵那線
- 岐阜県道67号多治見停車場線
- 岐阜県道83号多治見白川線

一般県道
- 愛知県道189号・岐阜県道113号善師野多治見線
- 岐阜県道・愛知県道123号市之倉内津線
- 岐阜県道381号多治見八百津線
- 岐阜県道385号河合多治見線
- 岐阜県道387号下石笠原市之倉線
- 岐阜県道388号妻木笠原線
- 岐阜県道421号武並土岐多治見線

## 教育

### 大学
国立
- 名古屋工業大学 多治見キャンパス（先進セラミックス研究センター）

### 高等学校
- 岐阜県立多治見高等学校
- 岐阜県立多治見工業高等学校
- 岐阜県立多治見北高等学校
- 私立多治見西高等学校 ※中高併設

### 中学校
| - 多治見市立小泉中学校 - 多治見市立多治見中学校 - 多治見市立陶都中学校 - 多治見市立平和中学校 - 多治見市立北陵中学校 | - 多治見市立南ヶ丘中学校 - 多治見市立南姫中学校 - 多治見市立笠原中学校 - 私立多治見西高等学校附属中学校 ※中高併設 |

### 小学校
| - 多治見市立養正小学校 - 多治見市立精華小学校 - 多治見市立市之倉小学校 - 多治見市立小泉小学校 - 多治見市立共栄小学校 | - 多治見市立池田小学校 - 多治見市立北栄小学校 - 多治見市立滝呂小学校 - 多治見市立昭和小学校 - 多治見市立根本小学校 | - 多治見市立南姫小学校 - 多治見市立脇之島小学校 - 多治見市立笠原小学校 |

### 専修学校
- 多治見文化洋裁学院
- アンファッションカレッジ

### フリースクール
- MORIWARA　風の時代の学校

### 研究機関
- 名古屋工業大学セラミックス基盤工学研究センター
- 岐阜県セラミックス研究所
- 多治見市陶磁器意匠研究所
- 超高温材料研究所

### 指定自動車教習所
- 多治見自動車学校
- 大原自動車学校

## メディア

### 地域放送
- コミュニティFM
  - エフエムたじみ - 周波数76.3MHz、愛称はFM PiPi（えふえむぴぴ）。
- ケーブルテレビ
  - おりべネットワーク

## 名所・旧跡・観光スポット

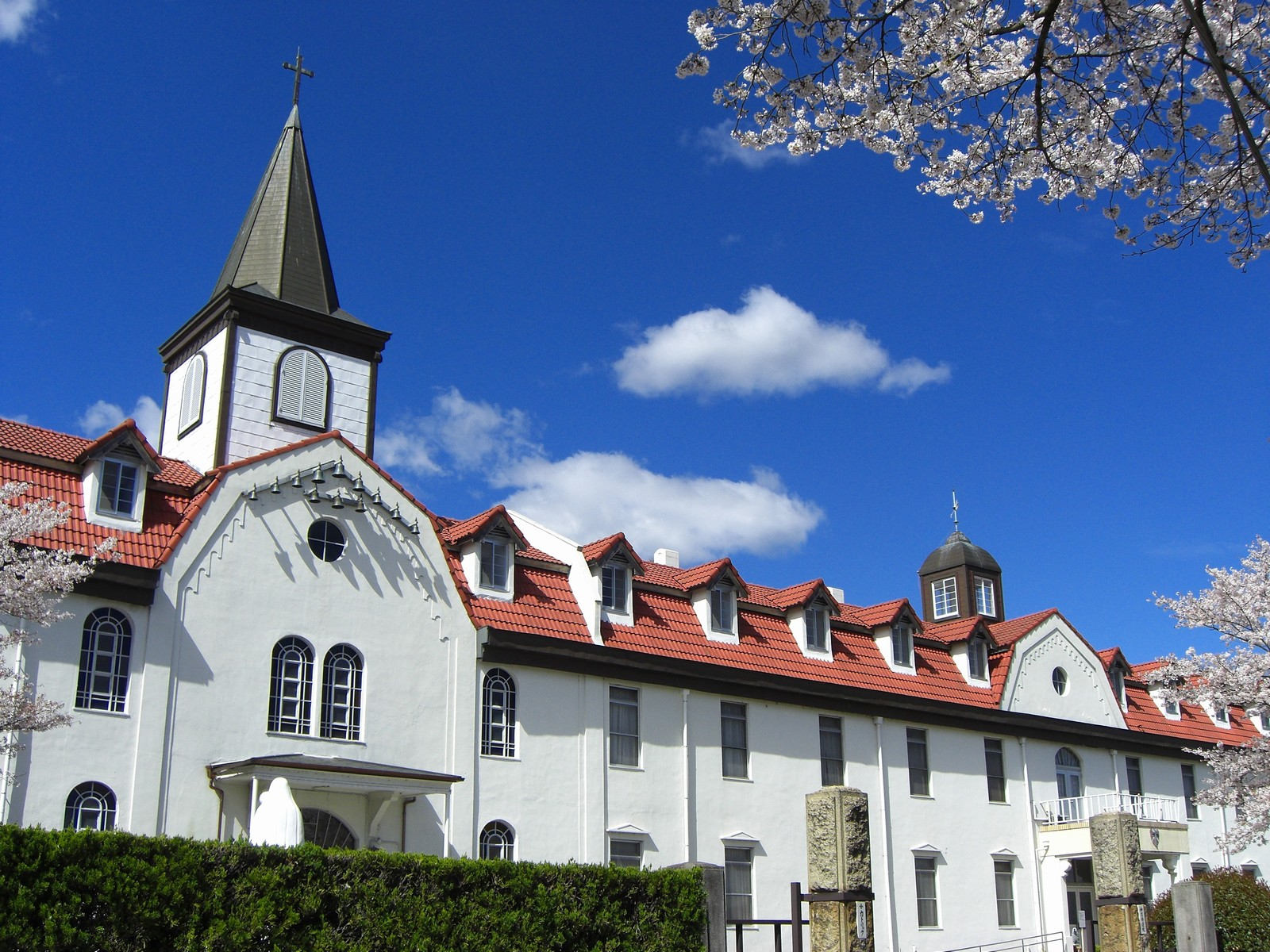
多治見修道院

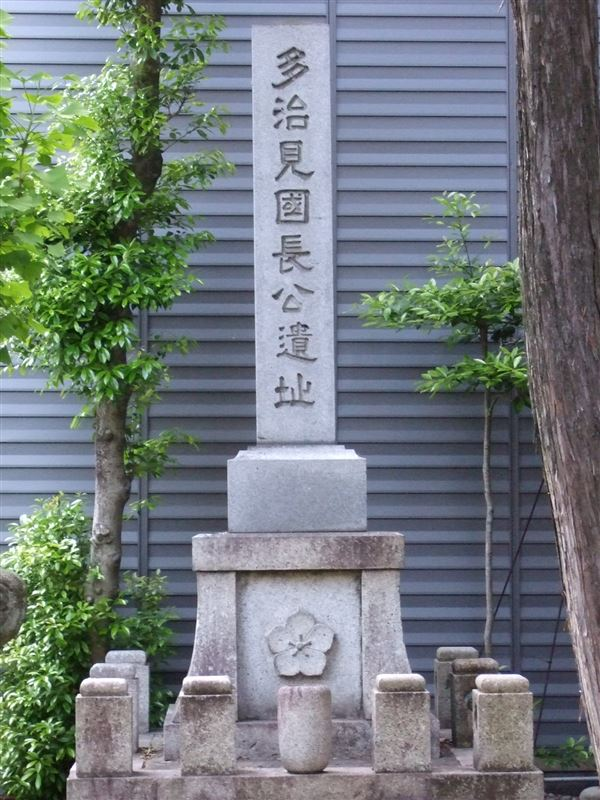
多治見国長邸宅跡

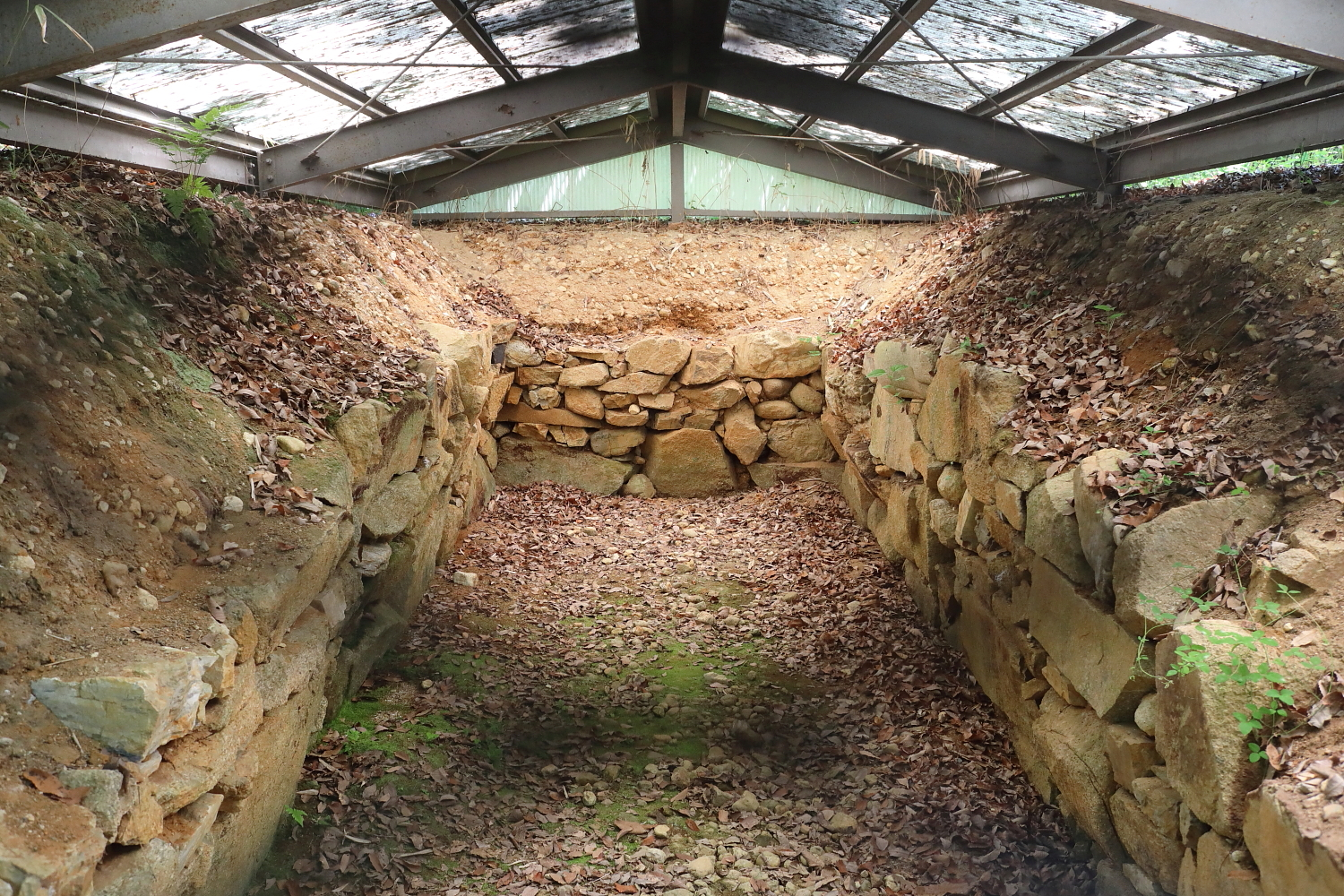
虎渓山一号古墳

### 名所・旧跡
主な城郭・屋敷
- 多治見国長邸跡（岐阜県史跡）
- 根本城 (美濃国)

### 寺院
白山町
- 安養寺

池田町
- 永泉寺
- 大仙寺・・臨済宗妙心寺派の寺院。大正5年(1916年)に美濃市から移転。清泰寺十世の創建・開山

虎渓山町
- 永保寺
- 続芳院
- 保壽院
- 徳林院

市之倉町
- 永明寺

上野町
- 奥蔵寺

赤坂町
- 開顕寺

根本町
- 元昌寺

北小木町
- 慈光寺

精華町
- 順徳寺・・臨済宗妙心寺派の寺院。昭和12年(1937年)に令州冝彭尼の創建・開山

富士見町
- 淨安寺

上町
- 唱行寺・・日蓮宗の寺院。明治12年(1879年)に身延山久遠寺の直末として開山。

本町
- 淨念寺・・真宗大谷派の寺院。明治23年(1890年)に愛知県田原市の無住寺の寺号を移した。

宝町
- 壽教寺

笠原町
- 心性寺
- 清昌寺
- 渓雲寺

廿原町
- 大龍寺

弁天町
- 長福寺

山吹町
- 藏春寺

大藪町
- 東明寺

平和町
- 二福寺

山下町
- 福寿寺

大原町
- 普賢寺

大針町
- 普門寺

喜多町
- 法喜寺

### 主な神社
- 新羅神社
- 笠原神明宮
- 本土神社
- 白山神社（白山町）
- 池原神社
- 縣神社
- 八幡神社（喜多町）

主な遺跡
- 虎渓山一号古墳（県指定文化財）
- 狐塚古墳（県指定文化財）
- 妙土窯跡（県指定文化財）

主な教会
- カトリック神言修道会多治見修道院
  - カトリック多治見教会
- 多治見教会：日本キリスト改革派教会
- 多治見中央キリスト教会：日本同盟基督教団

### 観光スポット
主な公園
- 西浦庭園（多治見市史跡）
- 永保寺庭園（飛騨・美濃紅葉三十三選）
- 虎渓公園（飛騨・美濃さくら三十三選）
- かさはら潮見の森
- 三の倉市民の里「地球村」

主な景勝地
- 不動明王の滝（岐阜県の名水50選）
- 深山不動の滝
- 吉野のしだれ桜

主な文化施設
- たじみ創造館
- セラミックパークMINO
- 岐阜県現代陶芸美術館
- 岐阜県陶磁資料館
- 多治見市文化財保護センター
- 市之倉さかづき美術館
- こども陶器博物館
- 本町オリベストリート
- 多治見ながせ商店街
- 多治見市モザイクタイルミュージアム
- 多治見市文化工房ギャラリーヴォイス
- とうしん美濃陶芸美術館
- 池田町屋郷土資料館

## 祭事・催事

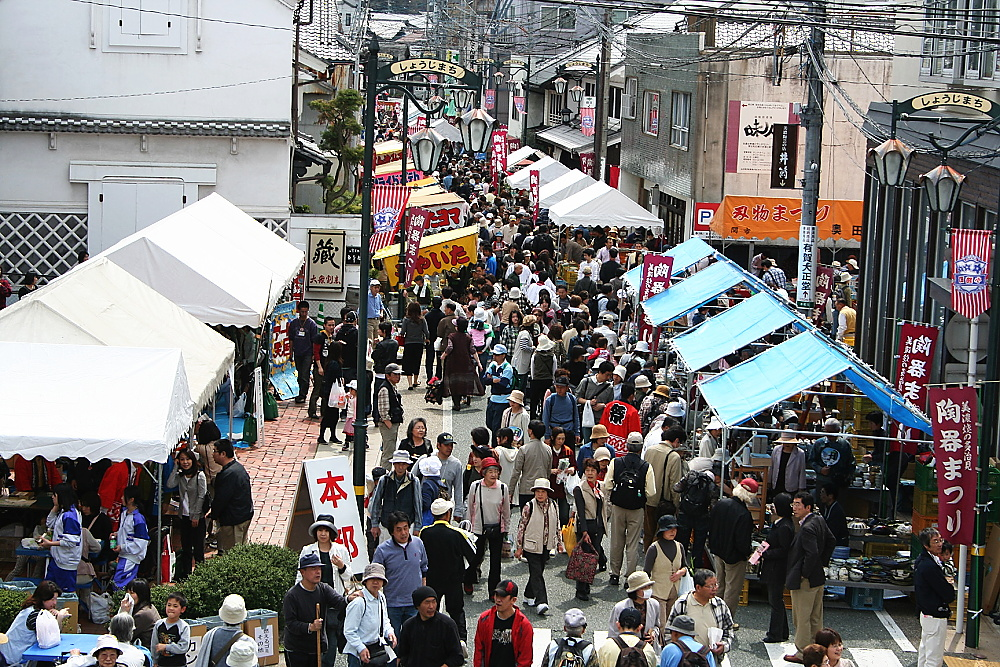
多治見陶器祭り

- 美濃民芸陶器の里まつり - 4月の第1日曜日に共栄公園で開催。
- 陶の里蔵出し市 - 4月の第2土・日曜日に市之倉さかづき美術館周辺で開催。
- 多治見陶器祭り - 4月の第2土・日曜日に本町オリベストリート周辺で開催。
- 多治見夏まつり「みんなでてりゃあ 夏まつり ござっせ」 - 8月1日に最も近い土・日曜日に多治見駅前で開催。
- 多治見市制記念花火大会 - 8月1日に最も近い日曜日に多治見橋 - 国長橋の土岐川沿いで開催。
- たじみ茶碗まつり - 10月の第2日・月曜日に多治見美濃焼卸センターで開催。
- 陶の里フェスティバル - 10月の第1土・日曜日に市之倉さかづき美術館周辺で開催。
- 諏訪神社祭（小木棒の手） - 10月中旬に諏訪神社で開催。
- 多治見まつり - 11月3日に多治見市役所 - 多治見駅前で開催。
- 多治見修道院ワインフェスタ - 11月23日に神言会多治見修道院で開催。

## 名誉市民
| 贈呈日                     | 氏名             | 贈呈理由                                                                                                 |
| -------------------------- | ---------------- | --- |
| 1960年（昭和35年）8月1日   | 井深捨吉         | 岐阜県陶磁器試験場初代場長。陶磁器産業の振興に尽くす。                                                   |
| 1971年（昭和46年）11月17日 | 荒川豊蔵         | 陶芸家、人間国宝、文化勲章受賞。陶芸文化の向上、産業の発展に寄与。                                       |
| 1973年（昭和48年）4月11日  | 五代目加藤幸兵衛 | 陶芸家、岐阜県無形文化財保持者。陶芸文化の向上、産業の発展に寄与。                                       |
| 1975年（昭和50年）12月15日 | 柴田一蔵         | 多年にわたり多治見市議会議員を務める。                                                                   |
| 1979年（昭和54年）5月11日  | 加藤燎一         | 岐阜県議会議員。4期にわたり市長を務める。                                                                |
| 1985年（昭和60年）8月1日   | 関谷源吾         | 東濃信用金庫初代理事長。地元産業の発展に寄与。                                                           |
| 1985年（昭和60年）8月1日   | 加藤庄六         | 多治見商工会議所初代会頭。多年にわたり商工業の振興に貢献。                                               |
| 1985年（昭和60年）8月1日   | 加藤乙三郎       | 中部電力会長。電気事業連合会会長。中部経済連合会会長。従三位勲一等瑞宝章。中部圏産業の振興に大きく貢献。 |
| 1995年（平成7年）7月26日   | 加藤卓男         | 陶芸家、人間国宝。陶芸文化の向上、産業の発展に寄与。                                                     |
| 2005年（平成17年）12月16日 | 坂﨑重雄         | 多治見商工会議所会頭。商工業の振興及び発展に貢献。                                                       |
| 2012年（平成24年）8月28日  | 鈴木藏           | 陶芸家、人間国宝。陶芸文化の向上、産業の発展に寄与。                                                     |
| 2013年（平成25年）6月3日   | 加藤孝造         | 陶芸家、人間国宝。陶芸文化の向上、産業の発展に寄与。                                                     |

出典は『市勢要覧 多治見市制80周年』。

## 著名な出身者
五十音順
- 青山豊久（農林水産官僚）
- あだちなみ（絵本作家、デザイナー）
- 安藤順三（プロ野球選手、東映フライヤーズ）
- 荒川豊蔵 （陶芸家、人間国宝、名誉市民）
- 石川優実（グラビアアイドル、著作家、女優、フェミニスト）
- 伊藤大智郎 （プロ野球選手、福岡ソフトバンクホークス）
- 今井茂（プロ野球選手、阪急ブレーブス）
- 今井順之助（プロ野球選手、北海道日本ハムファイターズ）
- 岩田実 （彫刻家）
- 大嶽秀夫（政治学者）
- 奥村武博（プロ野球選手、阪神タイガース）
- 各務鑛三（ガラス工芸家、カガミクリスタル創業者）
- 梶本隆夫（プロ野球選手、阪急ブレーブス監督）
- 加藤乙三郎（中部電力会長、名誉市民）
- 加藤卓男（陶芸家、人間国宝、名誉市民)
- 初代加藤庄六（ヤマカ社長、多治見銀行取締役）
- 2代加藤庄六（ヤマカ社長、名誉市民）
- 金森長近（戦国武将、飛騨高山藩初代藩主）
- 川井栄一（三菱UFJリサーチ&コンサルティング、エコノミスト）
- 河地貢士（現代美術作家）
- 河村保彦（プロ野球選手）
- 木村正直 (4代)（大相撲幕内格行司、朝日山部屋所属、本名：山内幸久）
- 木村昌由美（生物学者、マックス・プランク精神医学研究所研究グループリーダー）
- 清春（ミュージシャン、黒夢、SADS）
- 元謙太 (プロ野球選手、オリックス・バファローズ)
- けんつめし (プロゲーマー)
- 近藤慶一（サッカー選手）
- 佐治賢使（漆芸家）
- 実井謙二郎（マラソン選手）
- 篠田和久（王子製紙元社長、日本経団連副会長）
- 白鳥士郎（ライトノベル作家）
- 杉浦誠司(文字職人)
- 鈴木ちなみ（モデル、タレント、女優）
- それいけ斉藤くん（ピン芸人）
- 宅島美香（プロゴルファー）
- 竹内洪　(ガラス工芸作家・サンドブラストガラス芸・世界第一人者)
- 多治見国長（鎌倉時代末期の武将）
- 田中恒成（プロボクサー）
- 田中亮明（アマチュアボクサー）
- 柘植忠司（アナウンサー、山口朝日放送、岐阜放送）
- 徹（ミュージシャン、FANATIC◇CRISIS)
- HIDDEN FISH（ミュージシャン、nobodyknows+）
- 長江有祐（ラグビー選手）
- 長谷川敦弥（LITALICO社長）
- 林高生（エイチーム創業者・社長）
- 春田正毅（化学者）
- 深谷里奈（フリーアナウンサー、東海ラジオ）
- 藤村実穂子（クラシック音楽界で世界的に活躍、メゾソプラノ歌手）
- 堀江晶太/kemu（作編曲家・ミュージシャン、PENGUIN RESEARCH）
- 堀江敏幸（作家、芥川賞受賞）
- 松原海児(舞台俳優・松原凛子の実兄)
- 松原凜子（ソプラノ歌手・ミュージカル俳優）
- 三上朋也（プロ野球選手、横浜DeNAベイスターズ）
- 水野しず（アイドル、イラストレーター、漫画家、モデル）
- 水野弘道（国連特使、年金積立金管理運用独立行政法人最高投資責任者）
- 三宅輝（料理人）
- 宮地英敏（経済学者、歴史学者）
- ヤス一番? （ミュージシャン、nobodyknows+）
- 山北茂利（プロ野球選手、横浜ベイスターズ）
- 山口千景（タレント）
- 若尾利貞（陶芸家、岐阜県重要無形文化財認定）
- 若尾元昌 (根本城城主)

## 市外局番
- 市外局番は全域で0572（多治見MA）を使用している。
  - 市内局番は旧笠原町が40番台、その他は20番台である。

## 多治見市が登場する作品
書籍
- 堀貞一郎『多治見ものがたり』

映画
- 男はつらいよ 柴又慕情（1972年）※作中での設定上では「愛知県」となっているが実際のロケは多治見市内で行われた。
- 少女〜an adolescent（2001年）※多治見市昭和町付近
- 長い散歩（2006年）
- あの空をおぼえてる（2008年）
- SPACE BATTLESHIP ヤマト（2010年）※粘土採土場にて
- 寄生獣・完結編（2015年）

テレビドラマ
- ダムド・ファイル（メ〜テレ）※設定上は「多治見市」となっているが、実際のロケは多治見市以外で行われた。
- 最後の戦犯（NHK・2008年）
- おひさま（NHK・2011年）
- 愛おしくて（NHK・2016年）
- 半分、青い。（NHK・2018年）

テレビアニメ
- サザエさん・オープニング（岐阜県編）（フジテレビ・2002年/2009年）
- やくならマグカップも（CBCテレビ・2021年）

漫画
- あぶさん（14巻『般若湯』）